# Golpe de Estado de Primo de Rivera
El golpe de Estado de Primo de Rivera tuvo lugar en España  entre el 13 y el 15 de septiembre de 1923 y estuvo encabezado por el entonces capitán general de Cataluña Miguel Primo de Rivera. Tuvo como consecuencia la instauración de la dictadura de Primo de Rivera gracias sobre todo a que el rey Alfonso XIII no se opuso al golpe y nombró al general sublevado jefe del Gobierno al frente de un Directorio militar.
El historiador Francisco Alía Miranda ha señalado que «el golpe de Estado del general Miguel Primo de Rivera [fue] atípico por su simplicidad. Para triunfar solo le hizo falta contar con el respaldo de unos pocos militares de prestigio y publicar un manifiesto en la prensa dirigido Al país y al Ejército. El régimen de la Restauración se desmoronó en pocas horas. [...] No necesitó más respaldos de jefes con mando en tropa, para eso ya estaba detrás la sombra de Alfonso XIII».
Javier Moreno Luzón ha destacado que Alfonso XIII «sabía que la entrega del poder a los militares conllevaba un vuelco político crucial. El más importante en España desde finales de 1874, cuando otro golpe había facilitado el regreso de la dinastía borbónica y la apertura de una etapa diferente, la Restauración. Convalidar aquel acto de fuerza, ponía en cuestión las funciones moderadoras que asignaba al monarca el texto constitucional de 1876... Más aún, ahora no se hacía cargo del Gobierno un caudillo al servicio de un partido concreto, sino el ejército como corporación. Todo lo cual traería consecuencia imprevisibles».
Según el historiador israelí Shlomo Ben Ami, «es en Cataluña donde hay que buscar los orígenes inmediatos del golpe de Primo de Rivera. Fue allí donde la burguesía creó la atmósfera histérica que rodeó a Primo de Rivera con la aureola de "salvador" y colocó su rebelión, como hizo notar un observador contemporáneo, en el contexto general de la reacción antibolchevique que había alcanzado también a otros países europeos. Cambó, auténtico representante de la alta burguesía catalana, "el teórico de la dictadura española", como lo llamó Maurín, expuso crudamente el anhelo y la responsabilidad de su clase por la dictadura: […] "Una sociedad en la cual la avalancha demagógica [sindicalista] pone en grave peligro ideales e intereses se resignará a todo con tal de sentirse amparada…" […] Esto no significa, sin embargo, que hubiera un peligro real de revolución social en vísperas del golpe de Primo de Rivera».

## Antecedentes

### La creciente intervención del Ejército en la vida política

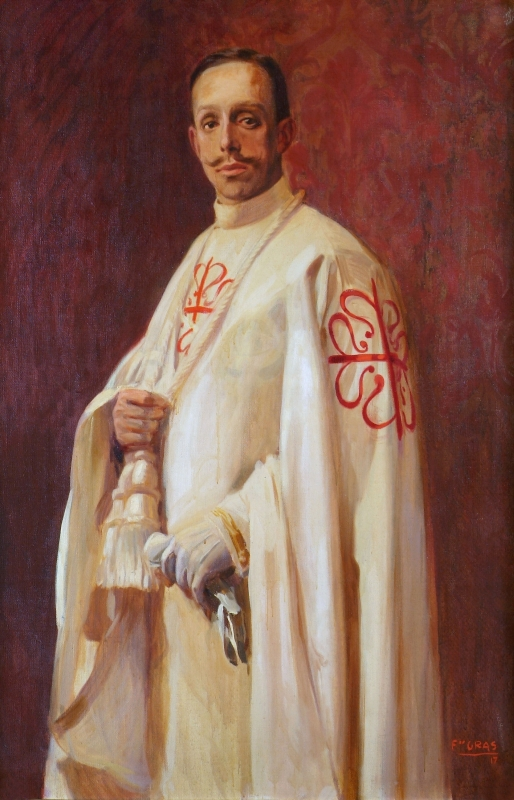
Retrato de Alfonso XIII vestido con el hábito de la Orden de Calatrava (1917).

Desde el «Desastre de 1898», se produjo una creciente intervención del Ejército en la vida política española, presentándose como el intérprete de la «voluntad popular» y el defensor del «interés nacional, por encima de los intereses parciales y de la política partidista». Dos momentos claves de este pretorianismo fueron los hechos del Cu-Cut! de 1905 —el asalto por oficiales de la guarnición de Barcelona de la redacción y los talleres de esta publicación satírica nacionalista catalana, y también los del periódico La Veu de Catalunya, en respuesta a una viñeta satírica sobre los militares— que condujeron a la Ley de Jurisdicciones de 1906, y, sobre todo, la crisis española de 1917, en la que cobraron un especial protagonismo las autodenominadas Juntas de Defensa, integradas exclusivamente por militares.
Como ha señalado José Luis Gómez-Navarro, «entre los jefes y oficiales españoles, desde principios del siglo XX pero de forma creciente a partir de la Primera Guerra Mundial, se había extendido un antiparlamentarismo y un rechazo de la política... Se consolidó en el ejército español la defensa de valores consubstanciales al profesionalismo militar pero cuyo peso se incrementó ante la crisis: orden, jerarquía, disciplina y autoridad; a lo que se añadía su creciente papel de defensores de los fundamentos del orden social y de la institución moderadora que garantizaba la continuidad del sistema social y político: la monarquía».

### El «trienio bolchevique» en Andalucía y la «guerra social» en Cataluña (1918-1923)
En los años posteriores a la crisis de 1917 se produjo el estallido de una grave crisis social en Cataluña y en el campo andaluz. «Una auténtica "guerra social", con atentados anarquistas y de pistoleros a sueldo de patronos, se declaró en Cataluña y tres años de movilizaciones de jornaleros del campo a los que habían llegado los ecos de la revolución rusa en Andalucía». Aunque las dos grandes organizaciones obreras españolas, CNT y PSOE-UGT no se incorporaron al movimiento comunista, la Revolución de Octubre «actuó en España como un imparable mito movilizador que conmocionó durante años al obrerismo, arrastró a sus dirigentes y encandiló a las masas que intentaban encuadrar».
En Andalucía entre 1918 y 1920 se produjo una intensificación de las movilizaciones, que se conoce con el nombre de «trienio bolchevique». Hubo constantes huelgas de jornaleros que fueron respondidas con extraordinaria dureza por los patronos y las autoridades. Durante las huelgas los jornaleros ocupaban las fincas, siendo desalojados violentamente de ellas por la guardia civil y por el ejército. También hubo sabotajes y atentados.

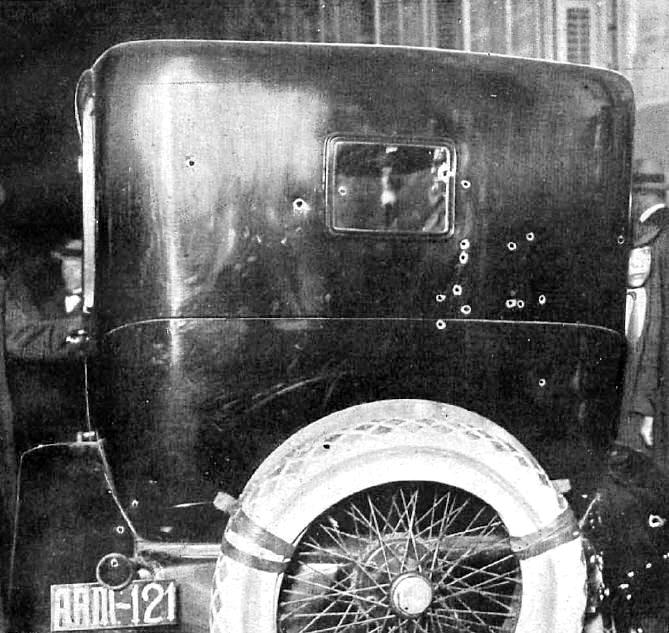
Parte posterior del coche en el que fue asesinado Eduardo Dato y en la que se observan los orificios de las balas.

En Cataluña el conflicto se inició en febrero de 1919 con la huelga de la Canadiense, que era el nombre con el que era conocida la empresa Barcelona Traction, Light and Power que suministraba electricidad a Barcelona. En consecuencia la ciudad se quedó sin luz, sin agua y sin tranvías. El gobierno liberal del conde de Romanones optó por la vía de la negociación acompañada de la aprobación del decreto «de las ocho horas» y de un nuevo sistema de seguros sociales, pero tuvo que ceder a las presiones de la patronal que exigía mano dura y que encontró un valioso apoyo en el capitán general de Cataluña Joaquín Milans del Bosch y en el rey Alfonso XIII. Así fue como el conflicto obrero catalán degeneró en una "guerra social" que tuvo por escenario principal Barcelona. La violencia de los pistoleros de la patronal fue respondida con atentados terroristas perpetrados por los grupos de acción anarquistas.
El nuevo gobierno del conservador Eduardo Dato nombró al general Severiano Martínez Anido como gobernador civil, quien acrecentó notablemente la dura política represiva aplicada por Milans del Bosch contra la CNT. «Implantó un régimen de terror que se valía del sindicalismo libre, perseguía a los dirigentes cenetistas y aplicaba la ley de fugas: algunos detenidos eran ejecutados sobre la marcha por las fuerzas del orden, con el pretexto de que habían intentado huir». Los actos terroristas y la violencia callejera entre anarquistas y miembros de  los libres y de las fuerzas parapoliciales, se sucedieron entre 1920 y 1923. La espiral de violencia alcanzó al propio Dato que fue acribillado a balazos en Madrid por tres anarquistas el 8 de marzo de 1921. En 1923 caían también asesinados Salvador Seguí, ―dirigente de la CNT que no había apoyado la vía violenta y que defendía la vuelta a la vía sindical―, y el arzobispo de Zaragoza Juan Soldevilla.

### El polémico discurso de Alfonso XIII en el Casino de Córdoba (23 de mayo de 1921)

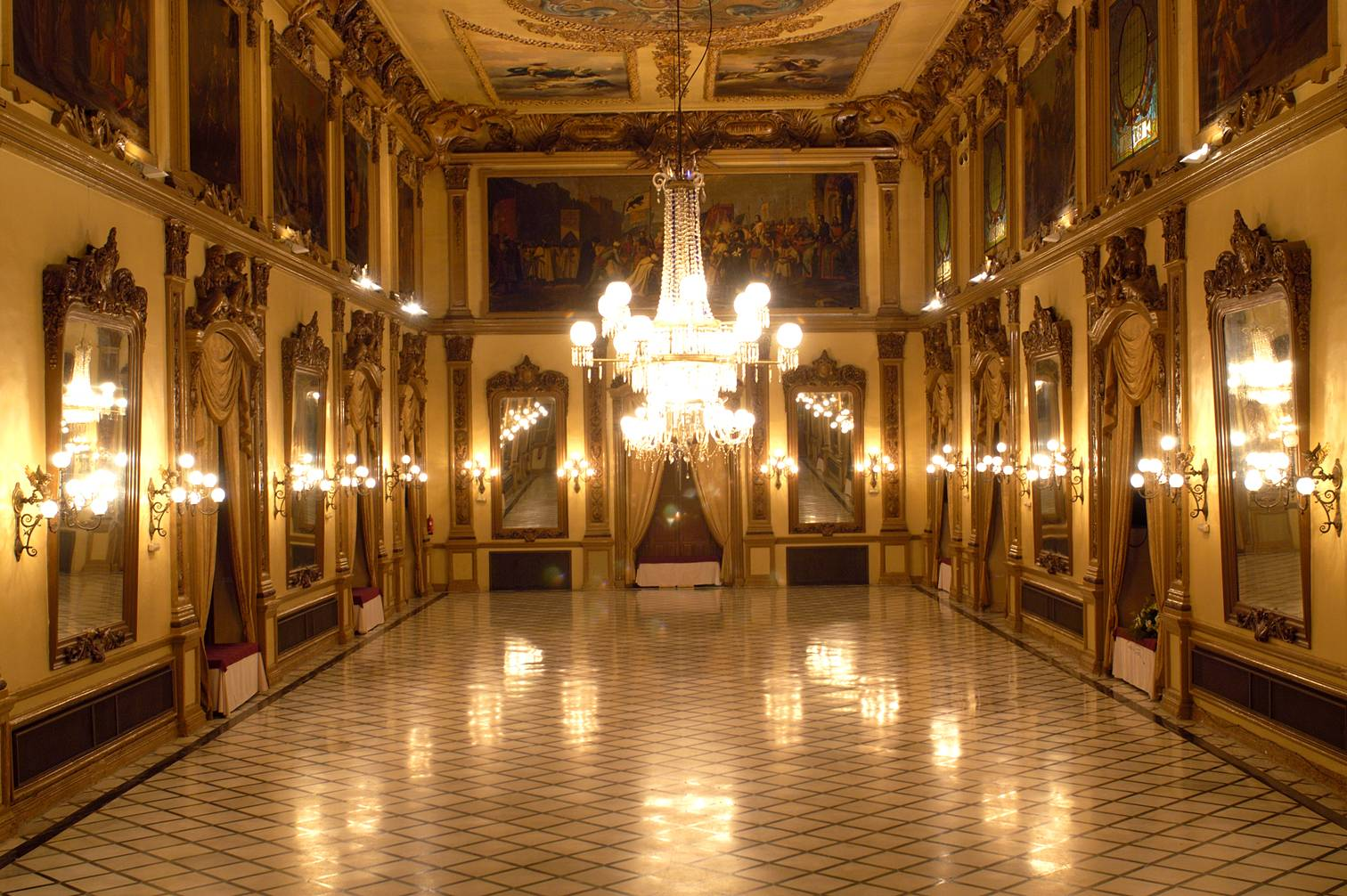
Salón Liceo del Casino de la Amistad de Córdoba.

El primer problema al que tuvo que enfrentarse el nuevo gobierno formado tras el asesinato de Eduardo Dato, que estaba presidido por el también conservador Manuel Allendesalazar, fue la polémica levantada por el discurso de Alfonso XIII pronunciado el 23 de mayo de 1921 en el Casino de la Amistad de Córdoba ante los grandes propietarios de la provincia y las autoridades de la capital. Alfonso XIII estaba convencido, y no era el único en aquel momento en Europa, de que el sistema parlamentario se encontraba en decadencia y no era lo suficientemente fuerte para hacer frente a las fuerzas revolucionarias impulsadas por la «idea soviética»—, lo que le llevó a una crítica generalizada de las instituciones liberales en España —partidos, gobierno y Cortes—, como se pudo comprobar en el discurso de Córdoba.
El rey se quejó de los políticos cuyas «maquinaciones y mezquindades» impedían que fueran aprobados en las Cortes los proyectos que «interesan a todos» por lo que propuso que «las provincias» comenzaran un «movimiento de apoyo a vuestro Rey y a los proyectos beneficiosos y entonces el Parlamento se acordará de que es mandatario del pueblo, pues no otra cosa significa el voto que le dais en las urnas. Entonces la firma del Rey será una garantía de que los proyectos beneficiosos serán una realidad». También dijo «que él, dentro o fuera de la Constitución, tendría que imponerse y sacrificarse por el bien de la Patria». Alfonso XIII era consciente de lo que estaba diciendo porque antes de lanzar la propuesta había dicho: «Algunos dirán que me estoy saliendo de mis deberes constitucionales pero llevo diecinueve años de Rey constitucional y me he jugado la vida muchas veces para que me vengan ahora a coger en una falta constitucional». El ministro que lo acompañaba Juan de la Cierva intentó que los periodistas solo publicaran el «suave resumen» que él había preparado pero el texto completo lo difundió con carteles un noticiario cinematográfico (fue la primera vez, y la última, que un discurso del rey era dado a conocer de este modo). José Luis Gómez-Navarro ha destacado que «lo verdaderamente significativo de este discurso no es sólo la crítica del funcionamiento del régimen de la Restauración en esos años sino su llamamiento a los ciudadanos a encontrarse con su rey, sin mediaciones, fuera de los partidos políticos, para poder ser efectivos y resolver los problemas a los que España se enfrentaba. [...] Alfonso XIII había dado un salto cualitativo en su pensamiento. La corona, representada en su persona, se convierte en intérprete de la voluntad popular, al menos en situaciones de crisis».
El Congreso de los Diputados se ocupó del asunto cuatro días después. El socialista Julián Besteiro afirmó que el rey había tenido unas palabras de «desprecio» hacia el Parlamento y el también socialista Indalecio Prieto proclamó a gritos hasta en tres ocasiones: «¡El Parlamento tiene más dignidad que el Rey!» (la frase de Prieto no figuró en el Diario de Sesiones pero circuló por todo Madrid). En cambio el conservador Antonio Maura apoyó al monarca diciendo que sus palabras habían sido aplaudidas por «la España sensata» y el diario católico El Debate publicó que serían «fervorosamente aplaudidas» por las «gentes desligadas de la política». Por su parte, Alfonso XIII «por el momento, se asustó ante el impacto de sus manifestaciones y negó cualquier intención antiparlamentaria», aunque en privado confesó que había dicho lo que pensaba, con lo que «don Alfonso sintonizaba con los críticos del parlamentarismo, que abundaban en España —como en toda Europa, también en América Latina— durante aquellos años».

### El «Desastre de Annual» de julio de 1921 y sus consecuencias

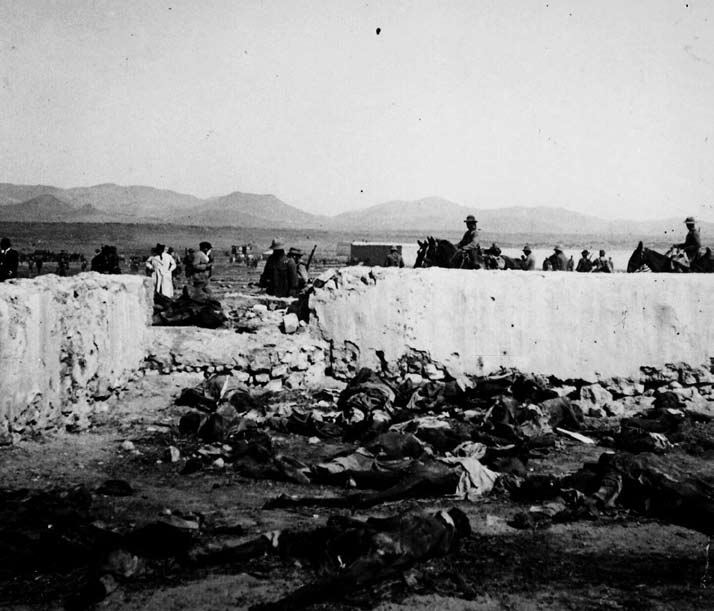
Cadáveres encontrados en Annual.

El problema más grave que tuvo que afrontar el gobierno Allendesalazar fue la crisis provocada por el desastre de Annual, acaecido dos meses después en el Protectorado español de Marruecos. «La ofensiva inesperada de los indígenas [encabezados por Abd el-Krim] concluyó en una desbandada general del Ejército español en dirección a Melilla. Las tropas españolas estaban dispersas en un frente muy extenso con un número de posiciones muy elevado y con graves problemas de aprovisionamiento. Las unidades estaban mal pertrechadas... El derrumbamiento del frente tuvo como consecuencia la pérdida en tan sólo unos días de lo conseguido con graves dificultades durante años. No sólo el general Silvestre [comandante general de Melilla y jefe de las fuerzas españolas en la mitad oriental del Protectorado] murió sino también otros 10 000 soldados».
El «desastre de Annual» conmocionó a la opinión pública. Hubo manifestaciones y huelgas de protesta exigiendo responsabilidades. En las Cortes y en la prensa también se exigieron y el propio rey Alfonso XIII fue acusado de haber alentado a Fernández Silvestre para actuar de la forma tan imprudente como lo hizo. Las personas que más destacaron en las acusaciones contra el rey fueron el escritor Miguel de Unamuno y el diputado socialista Indalecio Prieto. Este último concluyó una de sus intervenciones en las Cortes con una frase que provocó un gran escándalo en el hemiciclo y por la que fue procesado: «Aquellos campos de dominio son hoy campos de muerte: ocho mil cadáveres parece que se agrupan en torno de las gradas del trono en demanda de justicia». Prieto también se refirió a una expresión atribuida a Alfonso XIII que aludía a la gran cantidad de dinero que exigían los rebeldes rifeños para liberar a los cientos de prisioneros españoles que seguían en su poder (Prieto de nuevo fue amonestado por el presidente del Congreso de los Diputados): «Hay quien atribuye esta actitud del Gobierno a una frase altísima, según la cual resulta cara la carne de gallina». El historiador Javier Moreno Luzón apostilla: «Semejante sarcasmo real, sobre el valor de los apresados, no se olvidaría con facilidad». Por su parte Unamuno se refirió a un supuesto telegrama enviado por el rey a Fernández Silvestre animándole a que lanzara la ofensiva en el que le decía: «¡Olé los hombres!» (o «¡Olé tus cojones!» u «¡Olé los hombres, el 25 te espero!», en referencia a la festividad de Santiago Apóstol, patrón de España). El supuesto telegrama, si es que había existido, nunca fue encontrado.
Para hacer frente a las graves consecuencias políticas del «desastre de Annual» —el gobierno de Allendesalazar dimitió cuatro días después de la caída de Monte Arruit— el rey recurrió al conservador Antonio Maura quien el 3 de agosto de 1921 formó, como en 1918, un «gobierno de concentración», del que formaron parte tanto conservadores como liberales, y también de nuevo el catalanista Cambó. La primera medida que tomó el nuevo gobierno fue abrir un expediente —cuyo instructor sería el general Juan Picasso— para dirimir las responsabilidades militares del «desastre de Annual». El gobierno también se ocupó de las Juntas de Defensa y en enero de 1922 las transformó en «comisiones informativas» sujetas al Ministerio de la Guerra tras conseguir vencer la resistencia del rey a firmar el decreto. Sin embargo, el gobierno de Maura acuciado por la «cuestión de las responsabilidades» duró solo ocho meses y en marzo de 1922 fue sustituido por un gobierno exclusivamente conservador presidido por José Sánchez Guerra.
El nuevo gobierno disolvió en noviembre las «comisiones informativas», esta vez contando con el apoyo del rey que en junio había dicho en una reunión con los militares de la guarnición de Barcelona: «Actualmente asusta notar en nuestro ejército agrupaciones que, aunque las motivó un deseo tal vez nobilísimo, están francamente fuera de lo que aconseja la obediencia más elemental y la disciplina fundamental. El oficial no puede meterse en política». Pero al mismo tiempo en ese mismo discurso había hecho un llamamiento a la unidad del Ejército en torno a él: «Yo os ruego que os acordéis siempre que no tenéis más compromiso que el juramento prestado a vuestra patria y a vuestro rey». Otra medida civilista (de sometimiento de los militares al poder civil) fue la destitución del general Severiano Martínez Anido de su puesto de gobernador civil en Barcelona. Alfonso XIII se resignó al cese y le espetó a Sánchez Guerra: «hay que convenir que tienes unos... como la catedral de Toledo».

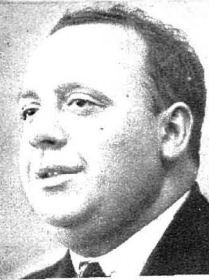
El diputado socialista Indalecio Prieto fue el que lanzó las acusaciones más duras contra el rey Alfonso XIII por su presunta responsabilidad en el desastre de Annual.

Tras la entrega al Ministerio de la Guerra en abril de 1922 por el general Picasso de su informe sobre el «desastre de Annual» que resultó demoledor ya que en él denunciaba el fraude y la corrupción que se había producido en la administración del protectorado, así como la falta de preparación y la improvisación de los mandos en la conducción de las operaciones militares, sin dejar a salvo a los gobiernos que no habían provisto al Ejército de los medios materiales necesarios ―a partir de lo relatado en el Expediente Picasso el Consejo Supremo de Guerra y Marina, presidido por el general Francisco Aguilera, ordenó el procesamiento de veintiséis jefes y oficiales, junto con el alto comisario, el general Berenguer, el general Fernández Silvestre, si se encontraba vivo pues no había sido hallado su cadáver, y el general Navarro, prisionero de Abd el-Krim―, el gobierno aceptó que el Congreso de los Diputados abordara la cuestión de las responsabilidades, también las políticas, y le remitió una copia del Expediente Picasso —el 21 de julio de 1922 se constituyó la Comisión de Responsabilidades del Congreso—. De nuevo fue el diputado socialista Indalecio Prieto el que realizó la intervención más dura, por la que sería procesado. Hizo responsables de lo sucedido a «los partidos que han turnado en este periodo de la monarquía» por no «haber sabido encuadrar a todo el mundo, incluso al rey, dentro de sus deberes constitucionales».

### El último gobierno constitucional del reinado de Alfonso XIII
El debate sobre las responsabilidades puso en evidencia la división entre los conservadores —Antonio Maura propuso que los ministros implicados fueran juzgados por el Senado— y cuando finalmente se produjo la crisis del gobierno en diciembre de 1922 —azuzada por los liberales que exigían volver al poder que desde 1919 no desempeñaban en exclusiva— el rey ofreció la presidencia a Manuel García Prieto que formó uno nuevo de «concentración liberal», que iba a ser el último gobierno constitucional del reinado de Alfonso XIII. Este gobierno anunció su propósito de avanzar en el proceso de responsabilidades. En julio de 1923 el Senado concedía el suplicatorio para poder procesar al general Berenguer ya que gozaba de inmunidad parlamentaria al ser miembro de esa Cámara.
El gobierno de García Prieto también se planteó un proyecto de reforma del régimen político que podría conducir el nacimiento de una auténtica monarquía parlamentaria, aunque en las elecciones que convocó a principios de 1923 volvió a producirse el fraude generalizado y el recurso a la maquinaria caciquil para asegurarse una mayoría. Sin embargo, los partidos no dinásticos lograron avances, sobre todo el PSOE, que obtuvo un resonante triunfo en Madrid donde obtuvo siete escaños. Pero finalmente, el gobierno no pudo llevar adelante sus planes de reforma y de exigencia de responsabilidades porque el 13 de septiembre de 1923 el general Miguel Primo de Rivera, capitán general de Cataluña, encabezó un golpe de Estado en Barcelona que puso fin al régimen liberal de la Restauración. El rey Alfonso XIII no se opuso al golpe. Las Cortes tenían previsto debatir el informe de la Comisión de Responsabilidades sobre el «Desastre de Annual» el 2 de octubre, pero el golpe lo impidió.

## La conspiración

### Barcelona
El 14 de marzo de 1922 el general Primo de Rivera fue nombrado por el nuevo gobierno del conservador José Sánchez Guerra capitán general de Cataluña, decisión que fue bien acogida por la burguesía catalana debido a la fama que le precedía de ser un defensor del «orden». Según explicó más tarde el propio Primo de Rivera, fue durante su destino como capitán general de Valencia en 1920 cuando le «aterrorizó» el radicalismo de la clase obrera («de matiz comunista revolucionario») y tomó conciencia de «la necesidad de intervenir en la política española por procedimientos distintos a los habituales». En aquel momento Valencia era la segunda ciudad española más conflictiva después de Barcelona. «En la capital del Turia, Primo aplicó una política eufemísticamente denominada de "mano dura". En la práctica, esto significó no tener reparos en fingir la fuga de detenidos para asesinarlos a sangre fría», ha explicado Alejandro Quiroga. En una carta que envió al presidente del gobierno Eduardo Dato justificó sus actuaciones fuera de la ley para lograr la «extirpación del terrorismo y sindicalismo revolucionario», ya que «la justicia ordinaria y la legislación» eran «ineficaces»: «Una redada, un traslado, un intento de fuga y unos tiros empezarán por resolver el problema».
Una de las muestras de su «política de orden» en Cataluña fue el apoyo que prestó a las protestas de las organizaciones patronales a causa de la decisión del gobierno de José Sánchez Guerra de destituir en octubre de 1922 al gobernador civil de Barcelona, el general Severiano Martínez Anido, y a su segundo, general Arlegui (Jefe Superior de Policía), que se habían distinguido por su benevolencia hacia el pistolerismo patronal y por la aplicación de medidas brutales para intentar acabar con la conflictividad obrera y la violencia anarcosindicalista que venía asolando Barcelona y su área industrial desde el estallido de la Huelga de la Canadiense de 1919. Con Martínez Anido se había reunido Primo de Rivera nada más llegar a Barcelona y junto a él y Arlegui había participado activamente en la consolidación de «las redes parapoliciales dedicadas al asesinato de anarquistas» y en el fomento de los Sindicatos Libres, «este peculiar obrerismo ultraderechista que subvencionaban los empresarios catalanes», según Alejandro Quiroga. Primo de Rivera declaró que el cese de Martínez Anido le había supuesto la pérdida de «un gran colaborador».

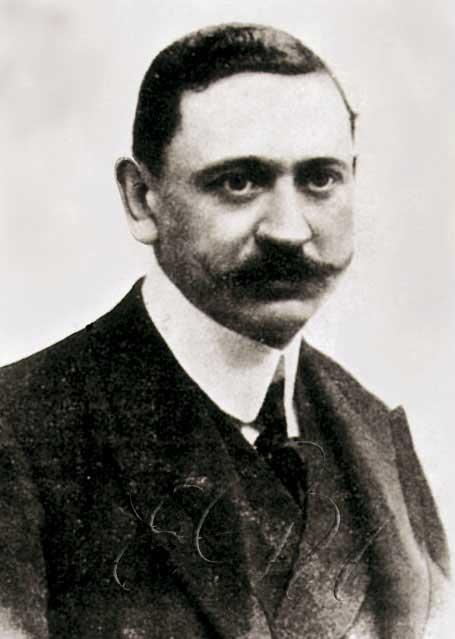
Manuel García Prieto, presidente del gobierno desde diciembre de 1922

La percepción de la patronal catalana del Fomento del Trabajo Nacional de que la destitución de Martínez Anido y de Arlegui había sido un error se vio confirmada por el incremento del pistolerismo anarquista que se produjo en los primeros meses de 1923 —de un centenar de atentados en 1922 se pasó a ochocientos de enero a septiembre de 1923; y en Barcelona hubo 34 muertos y 76 heridos, la mayoría de ellos durante la huelga del transporte de mayo-junio— y que se vio acompañado por una revitalización de la conflictividad obrera. Primo de Rivera supo responder a esas inquietudes con su defensa de la «ley y el orden» frente a la «debilidad» del nuevo gobierno de Manuel García Prieto, que había sustituido al de Sánchez Guerra a principios de diciembre de 1922, que fue «denunciada» por la prensa conservadora barcelonesa, incluida La Veu de Catalunya, el órgano de la Lliga Regionalista de Francesc Cambó.
La popularidad de Primo de Rivera entre las clases altas y la clases medias catalanas alcanzó su cénit con motivo de su intervención en defensa de «la ley y el orden» durante la huelga general del transporte de Barcelona de mayo y junio de 1923 que Primo de Rivera calificó como «claramente revolucionaria». Se produjeron asesinatos de empresarios y esquiroles, perpetrados por anarquistas, y de cenetistas, víctimas de los pistoleros de la patronal. El alineamiento de la burguesía catalana con Primo de Rivera frente al gobernador civil Francisco Barber —previamente habían conseguido la destitución del anterior gobernador civil Salvador Raventós— se pudo comprobar el 6 de junio durante el entierro del subcabo del Somatén y miembro de los Libres José Franquesa, asesinado pocas horas antes por los anarquistas, cuando Primo fue aclamado como el salvador de Cataluña mientras que el gobernador civil era insultado y abucheado como «representante del Único». Más tarde, recordando aquellos acontecimientos, Primo de Rivera escribió:

¿Qué decir del estado de ánimo de todos, que solo en mí tenían puesta su confianza, y me incitaban a que hiciera algo, a que procediera como fuese, pero de modo que librase a Cataluña de la hecatombe que la amenazaba de modo tan evidente?

Ese mes de junio Primo de Rivera, junto con el gobernador civil de Barcelona, fue llamado a Madrid por el presidente del gobierno García Prieto para advertirle que dejara de socavar su política en Cataluña. Primo de Rivera respondió exigiendo plenos poderes para la declaración del estado de guerra y poner fin así a la huelga del transporte, al terrorismo y a las manifestaciones «separatistas». «En un gesto que quiso ser salomónico, García Prieto pensó destituir a ambos representantes del poder estatal [al gobernador civil y a Primo de Rivera], pero el rey se negó a firmar el decreto de cese del capitán general [no así el del gobernador Barber]. Primo fue acogido en triunfo a su retorno a Barcelona [el 23 de junio], y eludió la negativa del Gobierno a declarar el estado de guerra ordenando la clausura de Solidaridad Obrera y la detención de Ángel Pestaña y otros dirigentes cenetistas moderados», afirma Eduardo González Calleja. Y de esa forma acabó con la huelga del transporte. Según Shlomo Ben-Ami, «el fracaso de la misión de Primo de Rivera en Madrid significaba que no había medio alguno, salvo su derribo por la fuerza, de apartar al gobierno constitucional de su política de conciliación de clases en Cataluña».
Junto con la «política de orden» —que continuó tras su vuelta del viaje a Madrid con una durísima represión de los sindicalistas de la CNT que, por su parte, siguieron con los atracos y la colocación de explosivos— el otro elemento que selló la alianza de Primo de Rivera y la burguesía catalana fue la promesa de proteger su industria con la elevación de los aranceles a las importaciones, precisamente la política contraria que estaba aplicando el gobierno de García Prieto que había negociado con países como Gran Bretaña, Francia, Alemania o Estados Unidos la rebaja de los aranceles que debían pagar sus productos cuando entraban en el mercado español, con el fin de reducir los precios interiores y favorecer las exportaciones, especialmente las agrícolas. Una política que había levantado agrias protestas por parte de la Cámara de Comercio e Industria de Cataluña. Poco después de dar el golpe, Primo de Rivera declaró que las rebajas arancelarias acordadas por el gobierno de García Prieto habían constituido una decisión «criminal».

### Madrid

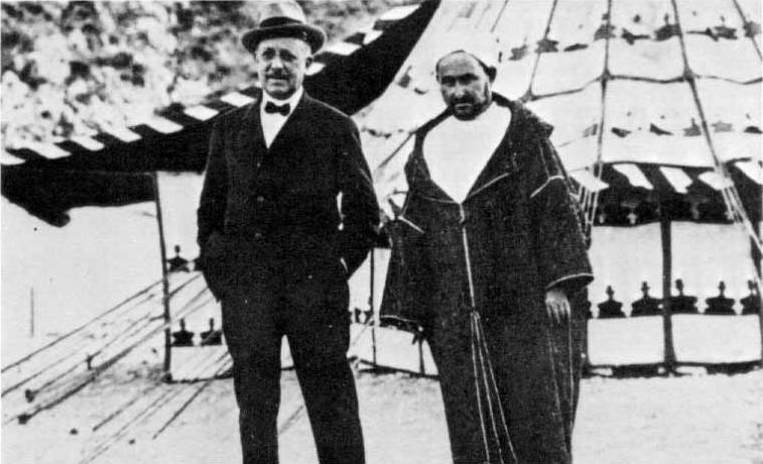
Abd el-Krim, el líder de los rebeldes rifeños, junto con el empresario español Horacio Echevarrieta, enviado por el gobierno español para negociar la liberación de los militares españoles prisioneros tras el desastre de Annual.

A principios de 1923 era patente la indignación de gran parte del Ejército hacia el gobierno del liberal Manuel García Prieto a causa de su política «claudicante» en el Protectorado español de Marruecos. Las críticas arreciaron a partir del 27 de enero cuando el ministro de Estado Santiago Alba anunció que las negociaciones con Abd el-Krim para la liberación de los oficiales y los soldados que habían sido hechos prisioneros por los rebeldes rifeños en el desastre de Annual habían culminado con éxito. 326 militares —o 357, según otras fuentes—, que llevaban más de dieciocho meses viviendo en unas condiciones inhumanas, iban a ser liberados a cambio del pago de cuatro millones de pesetas, una importante cantidad de dinero para la época. A partir de ese momento Santiago Alba se convirtió en la bestia negra de gran parte del ejército.

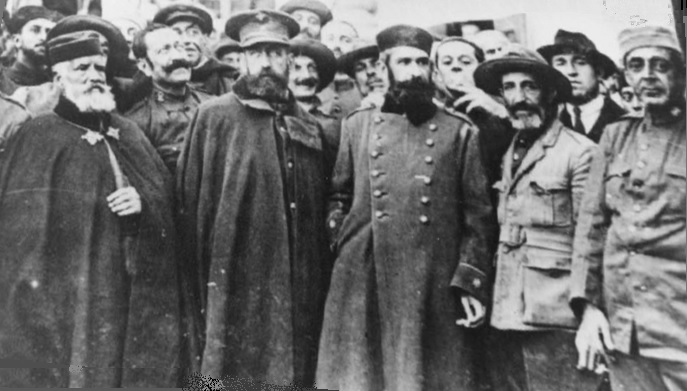
Jefes y oficiales españoles tras ser liberados después de las negociaciones que mantuvo el gobierno con Abd el-Krim y que un sector del ejército español calificó de "indignas".

Según Julio Gil Pecharromán, «la liberación de los prisioneros a cambio de dinero [fue] recibida por muchos militares como una bofetada, una prueba de la desconfianza del gobierno liberal hacia la capacidad operativa de las Fuerzas Armadas, máxime cuando la prensa de la izquierda la presentó como una muestra del fracaso del "militarismo y la burocracia" que imperaban en el Ejército de África». Empezó a circular en los cuartos de banderas un manifiesto en el que se pedían sanciones para los que atentaban contra el honor del Ejército. El 6 de febrero el capitán general de Madrid, tras mantener una reunión con los generales y jefes de la guarnición, se presentó ante el ministro de la Guerra, Niceto Alcalá-Zamora, para manifestarle que el Ejército se encontraba «deprimido y vejado ante las campañas tendenciosas que ponen en entredicho [su] honor», aunque le dijo que pese a todo se mantendría fiel a «los Poderes constituidos». Ese mismo día el capitán general de Cataluña, Miguel Primo de Rivera, reunía a los generales de su demarcación y enviaba un largo telegrama al ministro en el que pedía acciones de castigo contra los rifeños. Por su parte, el comandante general de Melilla comunicó al ministro que los jefes y oficiales bajo su mando, «con el alma amargada por los injustos ataques sufridos, acariciaban las más temerarias y quizás ilegales empresas», si no realizaba «una actuación enérgica e inmediata, acallando a la prensa antiespañola y antipatriótica» y poniendo en marcha una operación contra Alhucemas. Al gobierno también le llegaron noticias de que el rey Alfonso XIII simpatizaba con estas protestas. La respuesta del ministro Alcalá Zamora fue recordar a los militares que la política sobre Marruecos la determinaba el gobierno, en un telegrama enviado a los capitanes generales en el que les ordenaba frenar «toda tendencia colectiva o actos exteriores que causarían grave daño a los intereses del país y del Ejército, que son idénticos y nada puede ponerlos en pugna».
En este ambiente surgió en Madrid un núcleo conspirativo formado por cuatro generales, por lo que recibió el nombre del Cuadrilátero. Se trataba de los generales José Cavalcanti, Federico Berenguer, Leopoldo Saro Marín y Antonio Dabán Vallejo. Su objetivo era cambiar la política del gobierno en Marruecos mediante la formación de un gobierno civil o militar que con el apoyo del rey nombrara a un general «enérgico» al frente del Protectorado. Pero no encontraron demasiados apoyos entre sus compañeros de armas que, si bien eran hostiles al gobierno, no estaban dispuestos a comprometerse en una conspiración para derribarlo.
Según Javier Moreno Luzón, por esas mismas fechas el rey Alfonso XIII «acarició la posibilidad de asumir él mismo todo el poder». El plan, que el rey explicó a varios políticos, incluido el jefe de Gobierno García Prieto, «consistía en esperar al 11 de mayo, cuando el príncipe de Asturias cumpliría dieciséis años —la edad para reinar que señalaba la Constitución— y entonces convocar un plebiscito que le dotara a él, Alfonso XIII, de facultades especiales para gobernar sin intermediarios. Si esa opción se veía rechazada por los españoles, podría abdicar en su hijo y preservar el trono». Pero el «plan» nunca se llevaría a cabo, aunque en junio le comentó a uno de los ministros que vislumbraba un Gabinete militar, «libre de las trabas que para determinadas acciones pesan sobre los gobiernos constitucionales y parlamentarios», y dos meses después a un diplomático británico que «él sab[ía] como dar un golpe (strike a blow) que no sólo sorprendería a los socialistas y revolucionarios, sino a otras muchas partes».
Por su parte los generales del Cuadrilátero, al no encontrar los apoyos que esperaban, pensaron entonces que la única solución que les quedaba era convencer a un general de prestigio en el Ejército para que encabezara el movimiento y el rey lo nombrara presidente del gobierno. El general más antiguo y de más alta graduación era entonces Valeriano Weyler, de ochenta y cinco años de edad, pero los conspiradores no se atrevieron a sondearle a causa de su edad y de su conocida independencia. El que le seguía en el escalafón era el general Francisco Aguilera y Egea, presidente del Consejo Supremo de Guerra y Marina y senador vitalicio, con quien contactó el Cuadrilátero, a pesar de que se había mostrado partidario de que se investigasen las responsabilidades de los generales y jefes militares por el desastre de Annual. El 5 de junio el capitán general de Cataluña Miguel Primo de Rivera le escribió una carta en la que se ponía a su disposición en «una revolución salvadora y sin sangre» con el fin de «salvar a España de la anarquía, de las desvergüenzas de África y del separatismo mismo».
Pero Aguilera quedó descartado tras ser abofeteado el 5 de julio en el despacho del presidente del Senado por el expresidente del Gobierno José Sánchez Guerra, tras haber acusado a su compañero de partido, el también conservador Joaquín Sánchez de Toca, de haber mentido sobre una supuesta dilación en la entrega de la documentación acerca de Dámaso Berenguer para pedir el suplicatorio al Senado que permitiera procesarlo —y haber considerado la conducta de Sánchez de Toca de «maldad muy en armonía con su moral depravada», propia de «los hombres de su calaña»—. Por esta sonora bofetada Sánchez Guerra quedó «transformado desde entonces y hasta fines de la Dictadura en el símbolo de la dignidad del poder civil», afirma González Calleja—.
«El desprestigio de Aguilera fue inmediato. Los militares que confiaban en él para meter en cintura a los políticos, no aceptaron que se dejara abofetear impunemente por uno de ellos. Sánchez Guerra remachó el clavo, acusando a Aguilera de golpista, hasta que el general, acorralado, desautorizó públicamente cualquier plan de intervención militar en la política. El Cuadrilátero volvía a estar sin candidato…», afirma el historiador Gabriel Cardona. El historiador Javier Tusell escribe: «El suceso, casi de opereta, dejó en evidencia a Aguilera y demostró su radical carencia de habilidad, al dedicarse a agredir verbalmente a los políticos, sin buscar adictos en los cuarteles, que era donde tendría que fraguar un golpe de Estado». Francisco Alía Miranda coincide con Tusell: «Aguilera cayó en desgracia fruto de su escasa habilidad oratoria, de su torpeza política y de su carácter rudo y tosco». El historiador Shlomo Ben-Ami añade otro factor para que Aguilera quedara descartado: «La fría relación que se decía existía entre el rey y Aguilera no consolidaba precisamente la posición del general como dirigente potencial del futuro golpe». Al parecer el rey llegó a felicitar a Sánchez Guerra por el incidente. «Acabas de prestarme el mayor servicio de tu vida», le dijo.

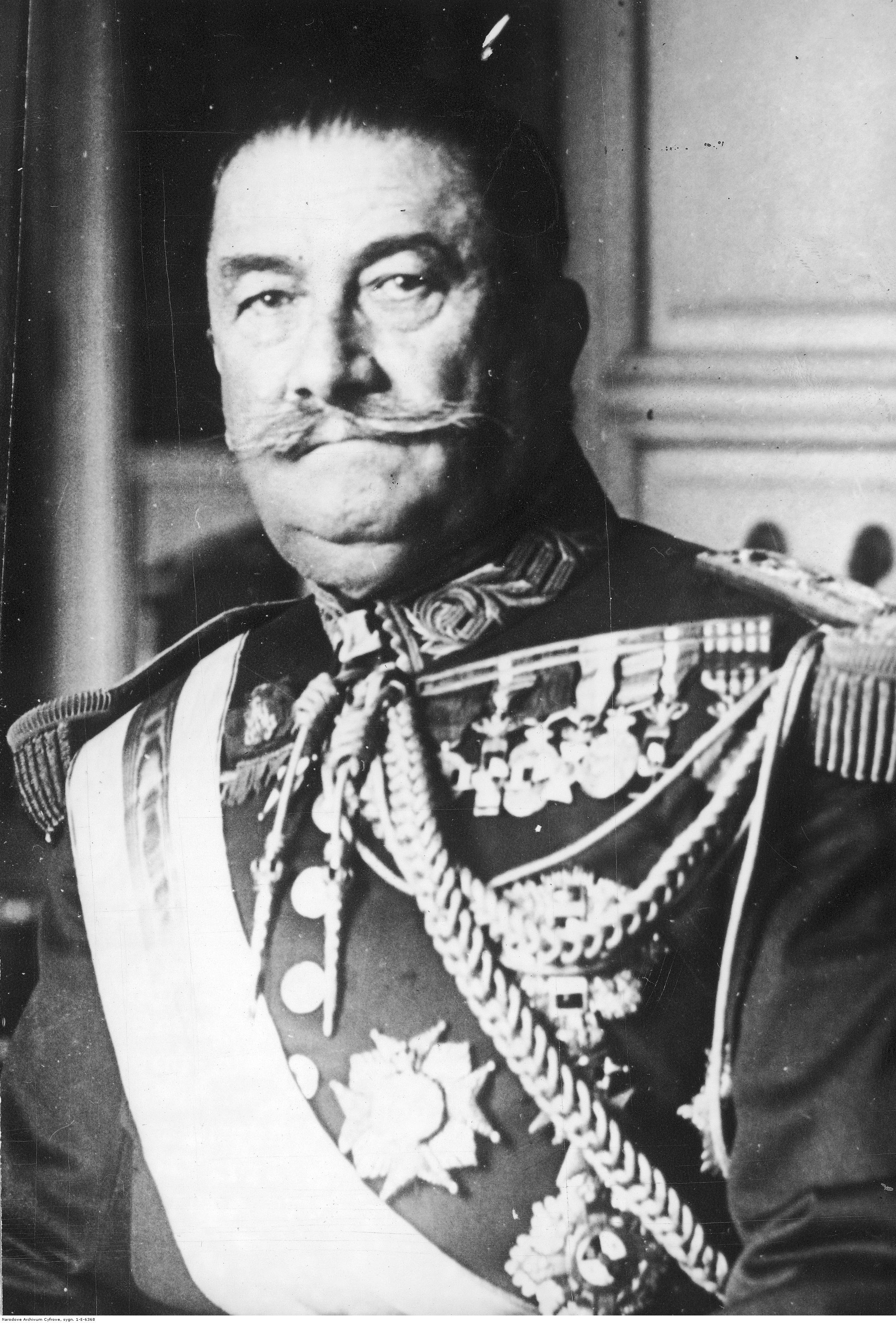
General Dámaso Berenguer, uno de los militares inculpados en el expediente Picasso por el desastre de Annual, y cuyo hermano, el también general Federico Berenguer, formaba parte del Cuadrilátero que dirigía la conspiración en Madrid.

Pero el Cuadrilátero pronto encontró el sustituto de Aguilera: el general Primo de Rivera, que por esas fechas se encontraba en Madrid llamado por el Gobierno para alejarlo de Cataluña donde estaba adquiriendo una «intolerable tutoría» sobre los civiles. En la capital Primo de Rivera redactó un texto en el que criticaba al gobierno, pero no llegó a utilizarlo porque, según el historiador Javier Tusell, «con ello hubiera roto una tradición que se había mantenido a lo largo de la Restauración: el Ejército presionaba siempre en determinados asuntos, pero no asumía el control político directo». Durante su estancia en Madrid, Primo de Rivera entró en contacto personal con el general Aguilera —con quien desde finales de mayo había mantenido una «tensa relación epistolar»— pero su relación no progresó porque este le reprochó a Primo de Rivera su identificación con los patronos en los conflictos laborales catalanes. También se entrevistó con el rey, al que expresó su preocupación por la situación política que vivía el país (se llegó a especular con su nombramiento como jefe de la Casa Militar de Alfonso XIII). Mucha mayor trascendencia tuvo la entrevista que mantuvo con los generales del Cuadrilátero, que vieron en Primo de Rivera el sustituto del desprestigiado general Aguilera para encabezar el «golpe de fuerza» que propugnaban, y del que darían «cuenta a S.M.». Sin embargo, el procesamiento a principios de julio del general Cavalcanti por su actuación en Marruecos supuso un serio contratiempo para los planes de los conjurados, así como el nombramiento como nuevo gobernador civil de Barcelona de Manuel Portela Valladares, quien restableció la autoridad del poder civil en la capital catalana.

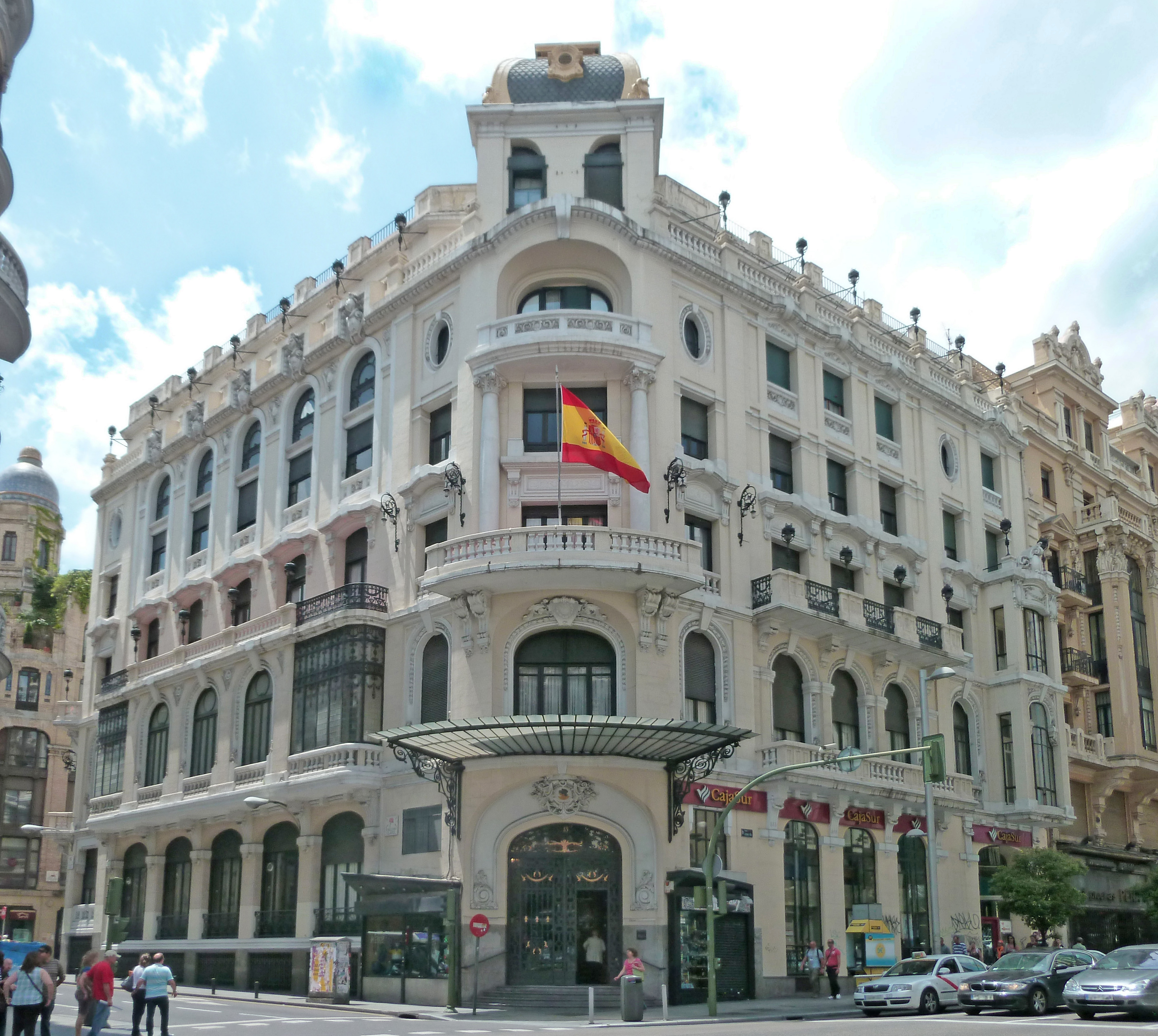
Casino Militar de Madrid

Que el elegido fuera Primo de Rivera no deja de ser paradójico, como ha destacado Shlomo Ben Ami, porque Primo de Rivera había manifestado en repetidas ocasiones una posición «abandonista» respecto de Marruecos. Primo de Rivera resolvió la paradoja, según Ben Ami, gracias «a su habilidad de echar agua al vino de su posición abandonista, una vez se decidió a conspirar, del mismo modo que lo hizo con su espíritu centralista, cuando selló su alianza con el autonomismo catalán… En la cuestión de las responsabilidades, sin embargo, no necesitó fingir. Estaba tan decidido como los demás a poner término a la campaña vindicativa contra sus compañeros de armas, los miembros de lo que él mismo solía llamar la casta».
Las muestras de la «inquietud» de la «familia militar» continuaron. A principios de agosto un grupo de generales, entre los que se encontraba Primo de Rivera, se reunió en el Casino Militar de Madrid, para protestar contra la inactividad del gobierno en el Protectorado de Marruecos y para apoyar el plan ofensivo del general Severiano Martínez Anido, por entonces comandante general de Melilla. Los congregados advirtieron al gobierno que «el ejército no toleraría por más tiempo ser un juguete en manos de políticos oportunistas». «Si algunos africanistas, entre ellos los hombres del Cuadrilátero, habían podido albergar alguna reserva sobre Primo como líder de la sublevación por su pasado abandonismo [del Protectorado de Marruecos], la "conversión" del marqués de Estella al intervencionismo colonial en agosto de 1923 acabó de despejar las dudas», ha puntualizado Alejandro Quiroga.

### Las dos semanas previas al golpe

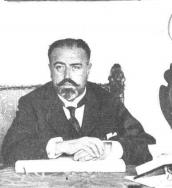
Santiago Alba Bonifaz, ministro de Estado del gobierno de Manuel García Prieto, en 1922.

Un acontecimiento de finales de agosto reavivó la conjura golpista y convenció a Primo de Rivera de que había llegado el momento de actuar. En Málaga se produjeron graves incidentes al negarse las tropas a embarcar rumbo al protectorado de Marruecos. El principal responsable del amotinamiento, el cabo Barroso, fue procesado pero el gobierno lo indultó, lo que fue interpretado por muchos militares como una prueba de las dudas que tenía el gobierno sobre el futuro de Marruecos, y de las que hacía máximo responsable al Ministro de Estado Santiago Alba.
Según el historiador israelí Shlomo Ben-Ami, «Primo de Rivera diría más tarde que su patriótica decisión [de tomar el poder] fue estimulada por el motín de Málaga. "La absolución de Barroso me hizo comprender las dimensiones del horrible abismo al que había sido arrojada España". Los militares no vieron en el motín de Málaga un simple acto de insubordinación, sino el reflejo del colapso de la ley como elemento disuasorio y de una atmósfera general de "derrotismo", cultivada por separatistas "antipatrióticos, comunistas y sindicalistas". Así pues, mientras que los tribunales militares debían castigar a los amotinados, "la justicia militar" debía actuar también "contra los otros", es decir, los civiles antipatrióticos. Correspondía al ejército educar a la comunidad civil e imbuirle un sistema "español" de valores. […] Para exasperar aún más a los militares, temerosos de que los amotinados "infectaran" a otras unidades del Ejército, el diario ABC —cuya histérica campaña contra la desintegración del Estado ayudaba a crear el clima apropiado para el golpe— publicó una fotografía de Barroso fraternizando con dos oficiales». Primo de Rivera «decidió entonces acelerar las actividades conspirativas».

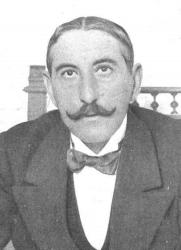
Rafael Gasset, ministro de Fomento que dimitió a principios de septiembre de 1923 por estar en desacuerdo con la «reactivación» de la política sobre el Protectorado español de Marruecos, siendo sustituido por Manuel Portela Valladares.

Entre el 4 y el 9 de septiembre Primo de Rivera viajó a Madrid, donde el día 7 volvió a entrevistarse con los generales del Cuadrilátero, quienes lo reconocieron como jefe de la conspiración —según González Calleja, «el general Saro comunicó al rey que el Ejército estaba a punto de poner fin al estado de cosas existente», y don Alfonso se alejó «cautamente de Madrid camino de su residencia de verano en San Sebastián»—. Según Javier Moreno Luzón, el general Cavalcanti le había comunicado al rey a finales de agosto o a principios de septiembre que «se imponía dar un golpe militar y hacer una dictadura que impidiese una catástrofe en España». Alfonso XIII solo le pidió que le mantuviera informado.
Durante la estancia en la capital de Primo de Rivera se supo que el Estado Mayor Central del Ejército, de acuerdo con el plan diseñado por Martínez Anido, había recomendado al gobierno un desembarco en Alhucemas, en el centro del Protectorado, para acabar con la rebelión de Abd-el-Krim, lo que provocó la dimisión de tres ministros que se oponían a la propuesta. Uno de los políticos que los sustituyeron fue Manuel Portela Valladares, el gobernador civil de Barcelona, lo que sería un grave error, pues el traslado de Portela a Madrid facilitó las operaciones previas al golpe que iba tener su epicentro en la capital catalana. Por su parte los círculos militares esta vez alabaron al gobierno por «apartar los obstáculos» a los planes militares y el diario El Ejército Español, que hasta entonces no había cesado de acosar al gobierno, acogió la dimisión de los ministros Miguel Villanueva, Joaquín Chapaprieta y Rafael Gasset Chinchilla, como una victoria de «los intereses superiores del país». El diario conservador ABC valoró la crisis de gobierno como un «espectáculo deprimente» que reflejaba la «desorientación política» característica del sistema.
De vuelta de su viaje a Madrid, que Shlomo Ben-Ami fecha el 7 de septiembre, Primo de Rivera se detuvo en Zaragoza donde se reunió con el gobernador militar, el general Sanjurjo, para ultimar los detalles del golpe, al que Sanjurjo ya se había comprometido en una visita anterior. En cuanto llegó a Barcelona consiguió el apoyo de los generales con mando en Cataluña, como Barrera, López Ochoa y Mercader. Sin embargo, fuera de su capitanía general, a excepción de Sanjurjo en Zaragoza y de los generales del Cuadrilátero en Madrid, no consiguió que ningún otro general se comprometiera en el golpe, aunque muchos mostraron su acuerdo con la idea de establecer un régimen militar. Por otro lado, Primo de Rivera informó de sus intenciones a los embajadores españoles en las principales capitales europeas. También se reunió con destacados miembros de la alta burguesía catalana y con el presidente de la Mancomunidad de Cataluña Josep Puig i Cadafalch para informarles de sus planes insurreccionales.
11 de septiembre

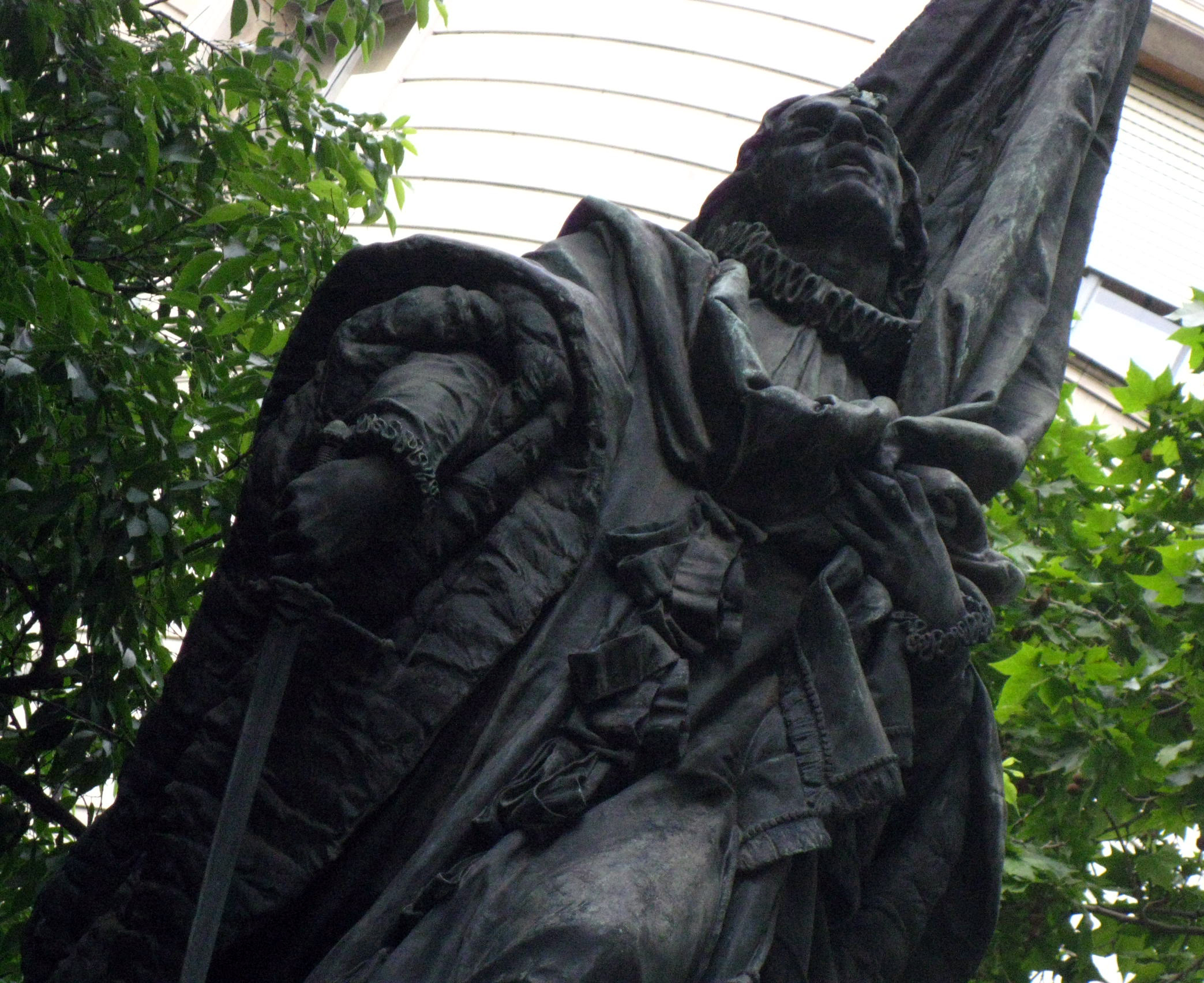
Estatua de Rafael Casanova, situada en la Ronda de San Pedro de Barcelona, en torno de la cual se produjeron los incidentes del 11 de septiembre de 1923.

Al parecer el acontecimiento que precipitó el golpe, previsto en principio para el 15 de septiembre, fueron los incidentes que tuvieron lugar en Barcelona durante la conmemoración del Once de septiembre, provocados por jóvenes nacionalistas catalanes radicales que abuchearon a la bandera española y lanzaron gritos de «¡Muera España!» y «¡Viva la República del Rif!», en apoyo de la sublevación de Abd el-Krim, además de proferir «¡Muera el Estado opresor!» y «¡Muera el ejército!». Hubo treinta personas heridas y veinticuatro nacionalistas catalanes fueron detenidos. Un parlamentario de la Lliga Regionalista acudió a la Delegación de la Policía para interesarse por los detenidos pero no le dejaron pasar a pesar de mostrar sus credenciales como diputado. Telegrafió al presidente del Gobierno García Prieto para denunciar los hechos y este le contestó que los «gritos subversivos» y los «ataques a la fuerza pública» no eran «derechos de ciudadanía, sino delitos».
Inmediatamente, Primo comunicó por carta a sus compañeros de conspiración en Madrid la decisión de sublevarse. «Prim y O'Donnell, cuando contaban con una compañía, ya estaban en la calle», les escribió. También envió una nota al resto de capitanes generales en la que de forma implícita les comunicaba que iba dar un golpe de Estado en las próximas horas y asimismo se puso en contacto por carta con el general Martínez Anido, que se encontraba en San Sebastián con el rey. En la misiva le decía: «Creo que jamás un movimiento será más puro, gallardo, nacional y organizado. De todas partes habrá adhesiones civiles y ningún cuerpo militar nos combatirá. Habrá tibios y cucos, pero para eso nosotros damos el pecho como lo dimos siempre a las balas. Un abrazo y ¡VIVA ESPAÑA!» Así, el movimiento «se adelantó dos días para aprovechar la oleada de indignación levantada entre la oficialidad por los incidentes callejeros producidos en Barcelona durante la Diada del 11 de septiembre», afirma González Calleja.
12 de septiembre
El 12 de septiembre los preparativos se aceleraron. En Zaragoza, la llegada del comandante José Cruz-Conde Fustegueras, enlace de los conspiradores con el gobernador militar, el general Sanjurjo, hizo que se ultimaran los planes insurreccionales, ante la pasividad del capitán general. En Madrid, los generales del Cuadrilátero consiguieron el apoyo del gobernador militar, el general Juan O'Donnell, duque de Tetuán, pero no el del capitán general Diego Muñoz-Cobo, aunque este no salió en defensa del gobierno. Estos preparativos fueron conocidos por el gobierno de García Prieto, que, en lugar de cesar inmediatamente a los conspiradores —el ministro de la Guerra, el general Luis Aizpuru, se opuso porque esa decisión incrementaría la «excitación del Ejército» y «precipitaría los acontecimientos»—, decidió enviar a Barcelona al ministro Portela Valladares, con la excusa de que iba a representar al Ejecutivo en la Exposición Internacional del Mueble, y que Aizpuru enviara un telegrama a «Miguel» para intentar disuadirle de sus planes insurreccionales. Primo de Rivera no respondió. Según Ben-Ami, «Aizpuru, amigo íntimo del general rebelde, no hizo ningún esfuerzo enérgico para impedir las actividades del general. Más aún, parecía haber proporcionado deliberadamente a los golpistas los argumentos contra el gobierno, al recomendar la amnistía del cabo Barroso, que encabezara el motín de soldados en Málaga contra la campaña marroquí». «Conocedor de que el Gobierno sabía de los planes golpistas y que mandaba a Portela Valladares para intentar frenar la insurrección..., a Primo no le quedó más remedio que adelantar el pronunciamiento a esa misma noche del 12».
Hacia las cuatro de la tarde Primo de Rivera recibió la conformidad del Cuadrilátero mediante un telegrama en el que también se hacía referencia a lo manifestado por el capitán general de Madrid de que no se opondría al golpe: «Celebrada entrevista, muy bien. Médico conocía todos los detalles de la enfermedad y había consultado doctor Luis. Conviene adelantar la operación». Primo de Rivera contestó: «Presentado parto resuelvo operarla esta misma noche». También telegrafió a Martínez Anido a San Sebastián: «Anticipada operación 24 horas se hará hoy seguramente enfermo muy animoso». Asimismo telegrafió a todos los capitanes generales:

Descifre V. E. por sí mismo. Con arreglo a manifiesto que obrará a estas horas en su poder y en el de los generales y primeros jefes a sus órdenes a las 12 de esta noche me dirijo a la guarnición de Madrid de acuerdo con la de Barcelona para que destituya al gobierno que con tan notorio daño patrio y tanto desprestigio ejerce sus funciones. A las cuatro de la madrugada declaro estado de guerra en la región. Espero V. E. secundará decididamente actuación y cumplimentará órdenes que reciba del Directorio. Le saluda por España, El Rey y el Ejército.

A las 21:30 horas Primo de Rivera convocó en su despacho de Capitanía a los generales y jefes comprometidos con el golpe para darles las instrucciones finales (eran seis generales, entre ellos el gobernador militar César Aguado Guerra, su jefe de Estado Mayor Juan Gil y Gil, el comandante del somatén, Plácido Foreira Morante, y el general Eduardo López Ochoa; once coroneles y un teniente coronel). Debían ponerse al frente de sus tropas a las dos de la madrugada. Y les entregó una proclama que debían leer los oficiales a los suboficiales y sargentos en la que se hacía un llamamiento a la disciplina y se justificaba la sublevación:

[...] Queremos que sepáis a dónde vamos todos en esta noble y patriótica aventura: vamos  a salvar a la Patria y al Rey de la corrupción y la inmoralidad política y luego a encauzar a España por nuevos rumbos.

## El golpe

### Jueves, 13 de septiembre: triunfo del golpe en Cataluña (y en Zaragoza y Huesca)
A medianoche del 12 al 13 de septiembre de 1923 el capitán general de Cataluña Miguel Primo de Rivera proclamó en Barcelona el estado de guerra y a partir de las dos de la madrugada las tropas fueron ocupando los edificios clave de la ciudad sin encontrar ninguna oposición. Lo mismo sucedió en el resto de las capitales catalanas. A esa hora Primo llamó a Capitanía al coronel de la Guardia Civil y al jefe superior de Policía de Barcelona y les entregó el bando que declarara el estado de guerra en la región. También a las dos de la madrugada reunió en Capitanía a cuatro periodistas de diarios barceloneses y les entregó su Manifiesto al País y al Ejército (para que lo publicaran sin añadir ningún comentario), en el que justificaba la rebelión que acababa de encabezar y en el que anunciaba la formación de un Directorio Inspector Militar que tomaría el poder con el beneplácito del rey.
Según Francisco Alía Miranda, el contenido del manifiesto Al País y al Ejército «era muy simple». Primo de Rivera era consciente de su ilegalidad, pero la justificaba para atender «el clamoroso requerimiento de cuantos amando a la patria no ven para ella otra salvación que libertarla de los profesionales de la política». La mayor parte del manifiesto se dedicaba a culpabilizar al «viejo régimen» del amplio «cuadro de desdichas e inmoralidades que empezaron el año 98». Primo de Rivera «se presentaba como el cirujano de hierro que iba a acabar con los males y peligros del país a base de mano dura y medidas regeneracionistas. Pero el manifiesto apenas mencionaba ninguna». El manifiesto también se refirió a las «pasiones tendenciosas alrededor del problema de las responsabilidades» (por el «desastre de Annual»). «La última parte, la dispositiva, no anunciaba propuestas de gobierno... Solo se daban órdenes inmediatas, para encauzar el golpe militar».
En el manifiesto, que Javier Moreno Luzón califica como «una diatriba regeneracionista y patriótica, henchida de masculinidad cuartelera», se reflejaba la retórica clásica de los pronunciamientos pero, según Ben-Ami, la sublevación de Primo de Rivera no era exactamente un pronunciamiento, pues pretendía gobernar sin los partidos (afirmaba que iba a salvar al país de las manos de «los profesionales de la política») y «establecer un nuevo régimen» y un nuevo tipo de parlamento «verdaderamente representativo de la voluntad nacional». Según Roberto Villa García, «Primo de Rivera cortaba las amarras con el régimen constitucional sin haber definido rumbo y destino».
Mientras tanto el presidente del gobierno Manuel García Prieto había telefoneado en dos ocasiones al rey Alfonso XIII, que se encontraba en San Sebastián donde había prolongado su habitual estancia veraniega, y el monarca le dijo que estaba exagerando y que se pusiera en contacto con Primo de Rivera para que depusiera su actitud, pero que no lo cesara. Siguiendo las indicaciones del rey el general Luis Aizpuru, ministro de la Guerra, mantuvo una larga conversación telegráfica con Primo de Rivera, pero en un momento determinado este cortó la comunicación, con lo que se declaraba abiertamente en rebelión. Aizpuru intentó que Primo diera marcha atrás pero este alegó que estaba decidido a «sacar a España de su abyección, ruina y anarquía». Añadió que estaba dispuesto a oponer toda resistencia a las medidas que aprobara el gobierno para acabar con la rebelión. A los periodistas les había dicho: «Propósitos de fusilar no traemos, pero si los tribunales sentencian a esta pena se ejecutará, no lo duden, y si alguien se rebela contra nuestro régimen lo pagará pronto y caro, es natural consecuencia de nuestro amor a él, que nos hará defenderle por todos los medios». Poco después envió un telegrama al general Cavalcanti a Madrid anunciándole que el movimiento estaba en marcha, con la frase: «María está de parto».

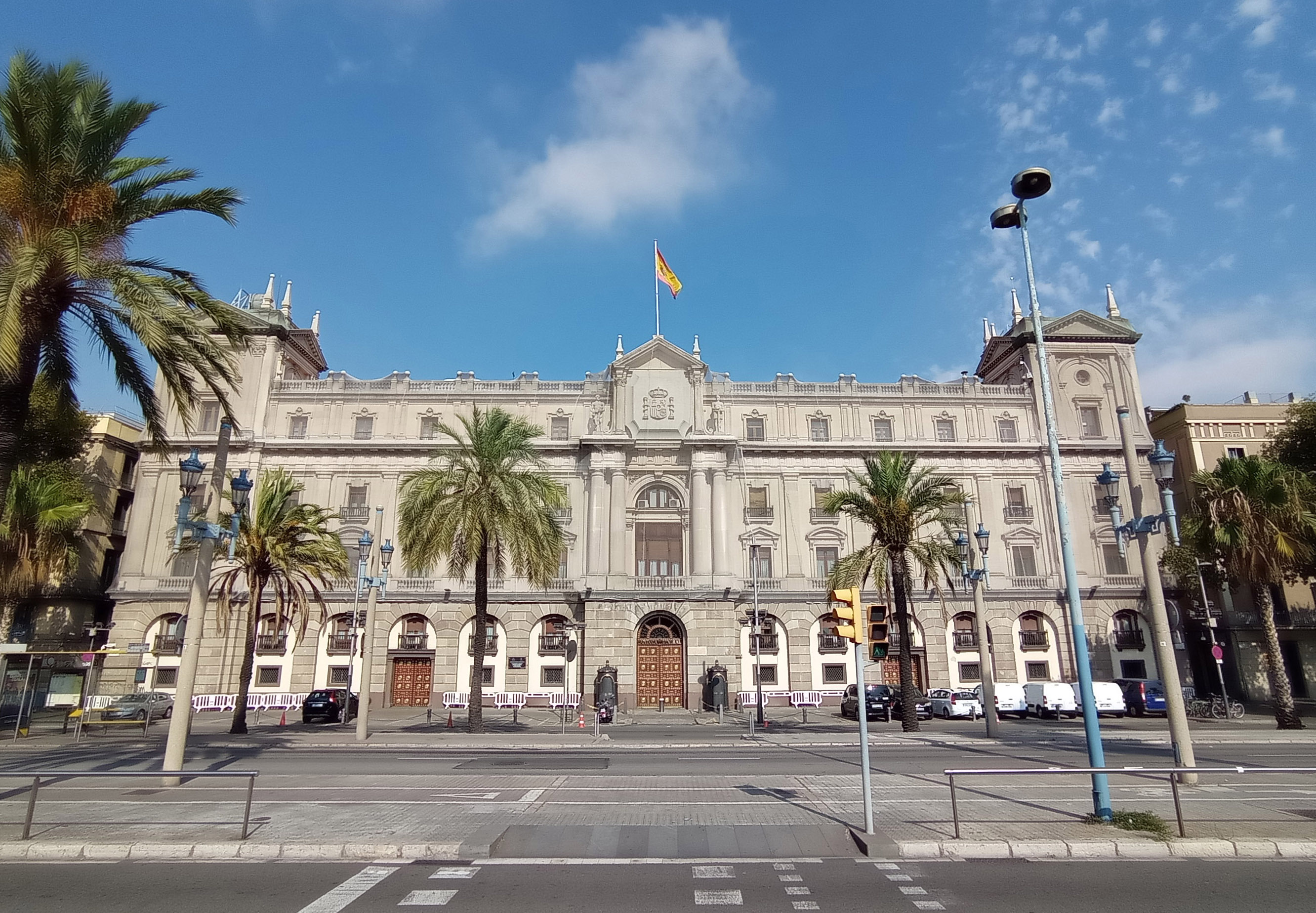
Palacio de la Capitanía General de Cataluña (Barcelona)

Hacia las 3:20 horas el gobernador civil interino de Barcelona enviaba un telegrama al ministro de la Gobernación dándole cuenta de la conversación que había mantenido por teléfono con Primo de Rivera en la que este le había comunicado que «las guarniciones de las cuatro provincias catalanas han declarado el estado de guerra, obrando ellas por sí, puesto que no se ha celebrado Junta de Autoridades». Una o dos horas después el general Lossada, gobernador militar de Barcelona, comunicaba al ministro que había ocupado el gobierno civil en nombre del capitán general. Lo mismo sucedió en Zaragoza y en Huesca, donde también fueron tomados por los militares los lugares estratégicos, como bancos, prisiones, centrales telefónicas y telegráficas, etc., gracias a que el general José Sanjurjo logró convencer al capitán general de Aragón, Palanca, de que se «abstuviera» de intervenir.
A las 5:00 horas soldados comenzaban a fijar en las calles de Barcelona carteles con el bando que declaraba el estado de guerra. Una hora después se leía a las tropas de la guarnición de Barcelona una alocución de Primo de Rivera en la que los felicitaba por el patriotismo y la disciplina que habían mostrado a la hora de «socorrer a la madre España». «Por mi parte prefiero legar a mis hijos la guerrera agujereada por las balas como don Diego de León, que una librea signo del servilismo a los que aniquilaran a mi Patria», decía también Primo de Rivera. Durante esa madrugada Primo de Rivera se había puesto en contacto por telégrafo con el resto de los capitanes generales. El telegrama que le envió al capitán general de Madrid Diego Muñoz-Cobo decía:

Todas las oficialidades cuerpos de esta guarnición con su generales presentes mi despacho saludan a V.E. y guarnición de esa región invitándola a que se unan a petición que hacen al Rey de un cambio radical Gobierno ajeno política en supremo intento evitar disolución y ruina Patria española.

El único capitán general que le contestó oponiéndose al golpe fue el de Valencia, el general José Zabalza, aunque este, según Javier Tusell, «no lo hizo porque apoyara al Gobierno, sino señalando los posibles peligros para la Corona que se podían derivar de la vuelta a los pronunciamientos».

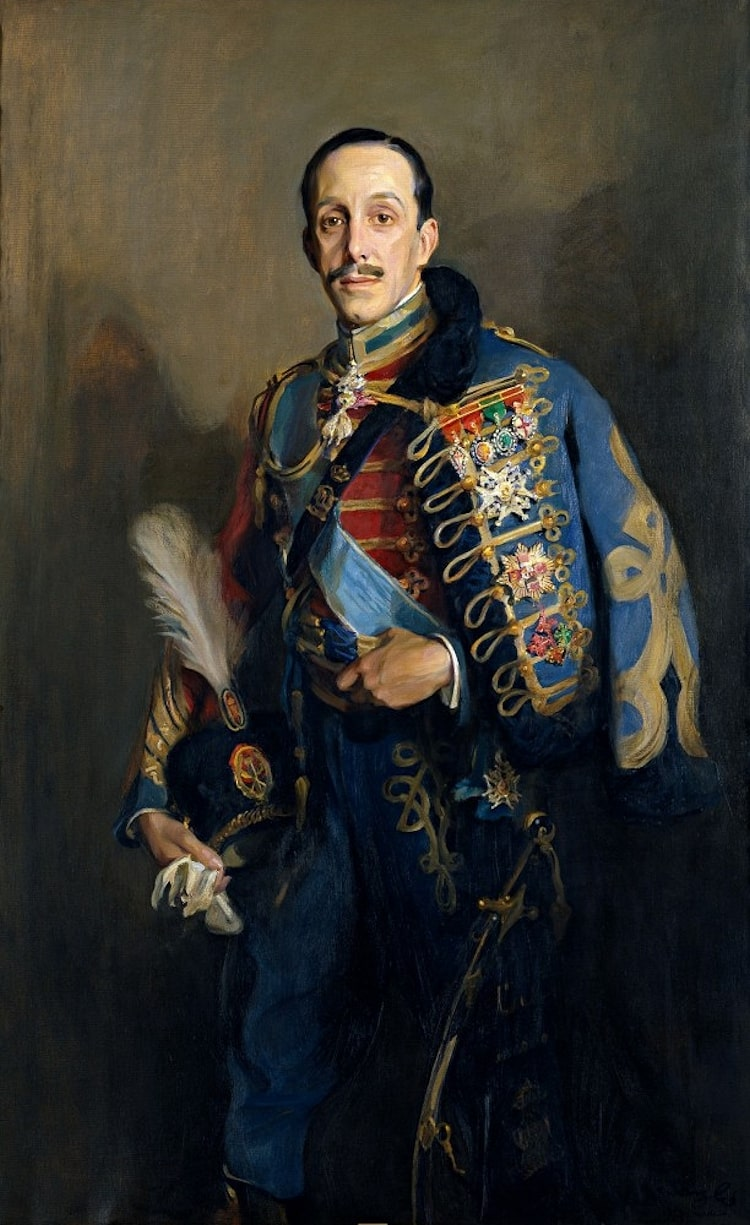
Retrato del rey Alfonso XIII, vestido de húsar (1927).

También de madrugada —a las 3:30 horas, según Roberto Villa García— Primo de Rivera le envió un telegrama a Alfonso XIII comunicándole su «movimiento», ofreciéndole su «incondicional adhesión» y pidiéndole que apartara «de su lado a los políticos corrompidos» que dañaban el «honor» y el «interés de España». Entonces el rey ordenó al jefe de su Casa Militar, el general Joaquín Milans del Bosch, que tanteara el estado de ánimo de las guarniciones del país. Todas ellas respondieron que harían lo que el rey les ordenara pero que «veían con simpatía el movimiento». Es lo que algunos historiadores han llamado el «pronunciamiento negativo», que finalmente resultaría decisivo.
A continuación el rey se fue a descansar, dejando órdenes de no ser molestado, así que cuando el presidente del gobierno García Prieto volvió a llamar, no se puso al teléfono. Horas antes el ministro de Estado, Santiago Alba, que se encontraba en San Sebastián acompañando a Alfonso XIII en funciones de ministro de jornada, había presentado su dimisión al rey —después de fracasar en su intento de que Primo de Rivera fuera destituido—. En el texto en el que explicó su decisión, Alba afirmó que los conspiradores estaban «equivocados» y aseguraba que al dimitir dejaba al Gobierno en mejores condiciones «para facilitar todas las soluciones» —ya que su presencia en el gabinete era una de las razones alegadas por los promotores del golpe—.
A lo largo del día 13 Primo de Rivera —nervioso por la falta de noticias del rey— dio la consigna a sus subordinados de «esperar y resistir» y se dedicó a realizar diversas declaraciones tranquilizadoras a la prensa, eludiendo todas las cuestiones embarazosas y arremetiendo contra «los políticos». Además se comportó «como si fuera la encarnación del gobierno legal y no un militar amotinado [e] inauguró una exposición del mueble en Barcelona, entre las aclamaciones de un público eufórico, ante el cual rindió un demostrativo homenaje a la lengua catalana». El diario La Vanguardia publicó que los barceloneses le habían hecho «al general Primo de Rivera espontáneas demostraciones que no dejan lugar a dudas respecto al interés cordial con que nuestra ciudad mira el intento realizado». También dio cuenta del «desfile» de personalidades y de autoridades por la Capitanía General para mostrarle su apoyo.
Sin embargo, según Ben-Ami, Primo de Rivera se daba cuenta del aislamiento militar en que se encontraba, pues fuera de Cataluña y de Aragón, ningún general le había secundado. De hecho, a lo largo del día varios gobernadores militares comunicaron al ministro de la Gobernación su lealtad al gobierno constitucional, e incluso alguno llegó a tomar medidas para que todas las unidades militares quedaran acuarteladas. Y tampoco la actitud de la Guardia Civil era de rebelión, y ni siquiera en Cataluña se había sumado al golpe («nuestros contingentes se mantendrán al margen», declaró el comandante de la Guardia Civil de Barcelona). Un periodista relató después la «impresión desoladora» que se llevó cuando visitó la sede de la Capitanía General el 13 de septiembre:

El general Primo de Rivera se encontraba prácticamente solo, rodeado únicamente de sus ayudantes y seis o siete oficiales de Estado Mayor. […] Nuestra impresión en aquellos momentos era la de que si el gobierno hubiera tenido el suficiente arrojo para enviar una compañía de la Guardia Civil, el golpe de Estado se hubiera convertido en un fracaso…

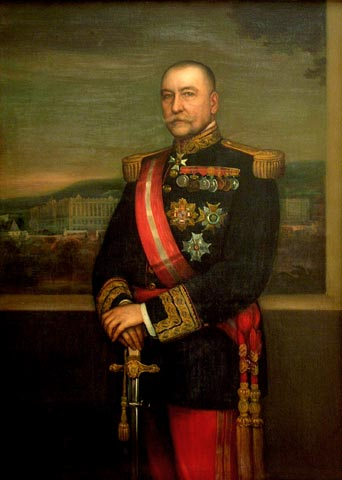
El capitán general de Madrid Diego Muñoz Cobos se negó a cumplir la orden del Gobierno de que arrestara a los generales del Cuadrilátero si no iba firmada por el rey Alfonso XIII.

A las doce de la mañana —a las cinco y media de la madrugada, según Roberto Villa García— el gobierno hacía pública una nota que decía que «reunido en consejo permanente, cumple el deber de mantenerse en sus puestos, que solo abandonaría ante la fuerza si los promotores de la sedición se decidiesen a arrostrar las consecuencias de sus actos». Pero lo cierto era que el gobierno se encontraba dividido. Según el historiador Javier Tusell, solo dos ministros manifestaron su oposición frontal al golpe, Portela Valladares —que en Zaragoza, al haber sido informado de que el golpe se había adelantado y que también había triunfado allí, se había visto obligado a suspender su viaje a Barcelona y volver a Madrid hacia las cuatro de la madrugada— y el almirante Aznar, mientras que el resto titubeaba. Las noticias que llegaban de las capitanías no eran tranquilizadoras, pues solo los capitanes generales de Valencia y de Sevilla, el general Zabalza y el general Carlos de Borbón, primo del rey, se habían opuesto claramente a Primo de Rivera, aunque no se habían ofrecido al gobierno para defender la legalidad constitucional. Además en Valencia, los gobernadores militares de Castellón y de Valencia y el coronel del Regimiento de Tetuán se había hecho con el control neutralizando así al capitán general. Por otro lado, la prensa no se manifestó en contra del golpe, y algunos medios lo apoyaron abiertamente incluyendo entrevistas con los generales implicados en la conspiración, «sin que nadie lo impidiera o denunciara», como señala Javier Tusell.
El único apoyo decidido que encontró el gobierno fue el del veterano general Valeriano Weyler, jefe del Estado Mayor Central, por lo que se propuso que se trasladara a Barcelona desde Mallorca, donde se encontraba de vacaciones. Pero su misión estaba condenada al fracaso desde el momento que el ministro de Marina, el almirante Aznar, no envió un barco de guerra a Mallorca aduciendo que «extendida [la sublevación] al interior y, no queriéndose provocar una guerra civil», el papel de la Marina debía ser «pasivo».
Otra de las decisiones que tomó el gobierno fue ordenar al capitán general de Madrid, el general Diego Muñoz-Cobo, que arrestara a los cuatro generales del Cuadrilátero, pero aquel se negó a menos que la orden fuera firmada por el rey. Como ha señalado Ben-Ami, «en realidad, a todos los fines prácticos, Muñoz-Cobo actuó como si fuese miembro de la conspiración. Se sentía renuente, dijo, a luchar contra los pronunciados por temor a dividir al ejército y provocar "otro Alcolea"». Ante la actitud del capitán general de Madrid, el gobierno recabó el apoyo del director general de la Guardia Civil y del comandante general de la Guardia de Seguridad, pero ambos contestaron que, aunque no se sublevarían, «tampoco harían armas contra sus compañeros del Ejército». También intentó que el general Pío Suárez Inclán (hermano del ministro de Hacienda) fuera a la sede de la Capitanía General y sustituyera a Muñoz-Cobo, pero contestó que carecía de fuerzas que le obedecieran y que «sería en balde cualquier intento de resistencia, porque todos los cuerpos estaban conformes con el movimiento, y si salían de los cuarteles no había de ser para apoyar al Gobierno precisamente». Cuando el capitán general Muñoz-Cobo recibió un telegrama del jefe de la Casa Militar del Rey, general Milans del Bosch, en el que este le preguntaba sobre su actitud ante el «movimiento» respondió que «las tropas estaban a su disposición [del rey]», pero que «el Gobierno tendría que irse». Así pues, «el gobierno no tenía el control militar de Madrid» por lo que «se vio entonces abocado a esperar la decisión de Alfonso XIII».
«Alfonso XIII se lo tomó con calma. Tras levantarse a las nueve y media de la mañana, despachó con el ministro Santiago Alba, que había dimitido esa misma noche, a eso de las diez. Haciendo gala de su tradicional ligereza de palabra, el rey le comentó a Alba que, si le daba el poder a Primo, "la mayor tortura para él sería tener que despachar a diario con semejante pavo real". El monarca decidió entonces no viajar Madrid inmediatamente y postergar su salida hasta la noche y mientras tanto tantear cómo estaba la situación en los cuarteles. Milans del Bosch fue recabando la información de diversas capitanías, que, en su gran mayoría, mostraron su subordinación al rey y simpatía por el pronunciamiento». A media mañana Alfonso XIII había mantenido una entrevista de hora y media con el jefe del Partido Conservador, José Sánchez Guerra, y se ha especulado sobre si llegó a ofrecerle la presidencia del Gobierno (lo que Sánchez Guerra habría rechazado).
Al final de la tarde Alfonso XIII le envió, por fin, un telegrama a Primo de Rivera en que se limitaba a decirle que mantuviera el orden en Barcelona —no había ninguna mención a su «movimiento»—, además de comunicarle que esa misma noche saldría para Madrid. «No era un respaldo abierto al golpe de Estado, pero sí incitaba a Primo a seguir con el pronunciamiento. El marqués de Estella actuó con rapidez e informó inmediatamente del telegrama regio a todos los capitanes generales, a los gobernadores militares de la IV Región y a los periodistas. Quería dar la sensación de que el golpe tenía ya el apoyo definitivo del rey». A las ocho de la tarde Alfonso XIII cogió el tren para Madrid.

### Viernes, 14 de septiembre: el rey en Madrid y dimisión del gobierno

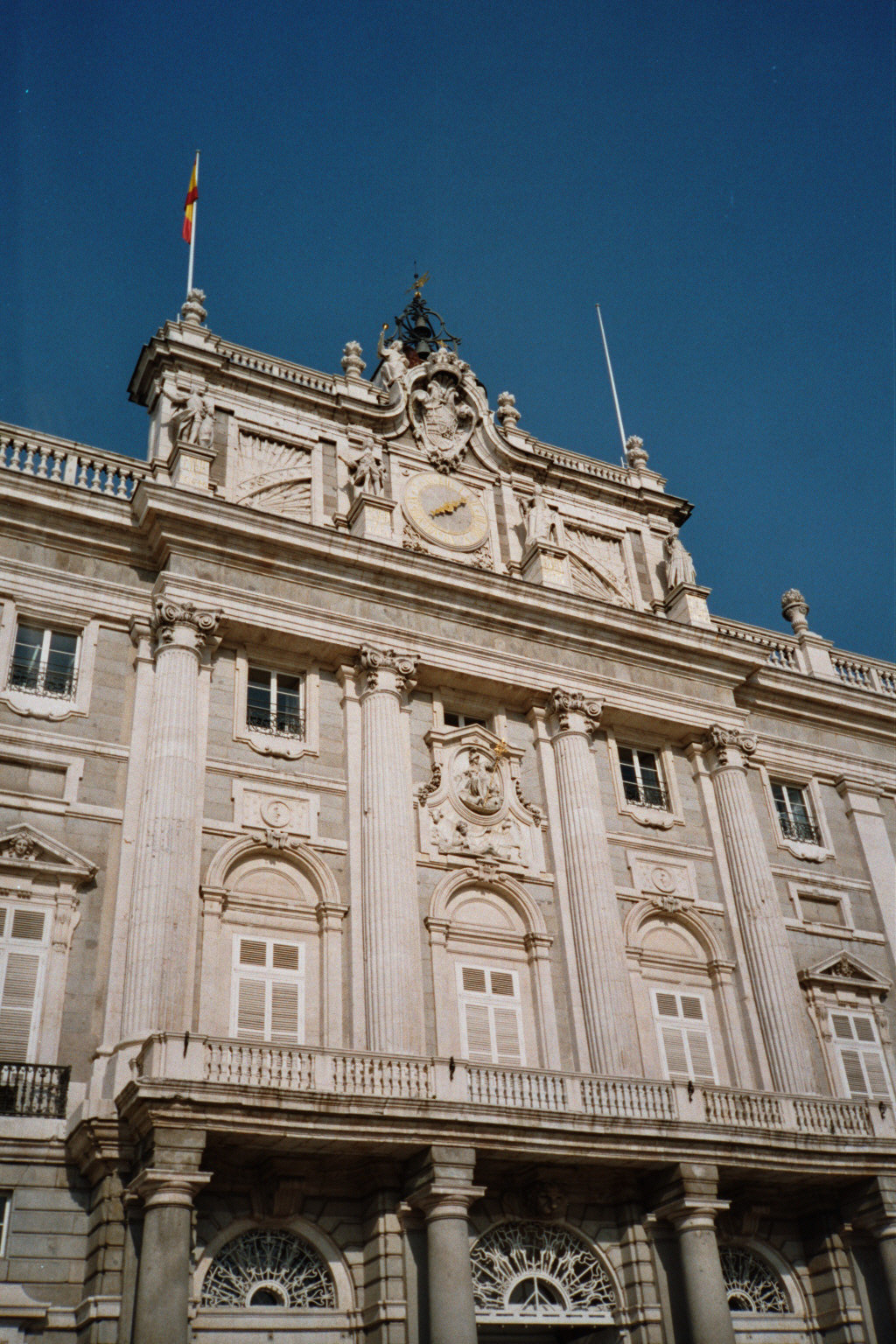
Fachada del Palacio de Oriente de Madrid

Como tituló el periódico Región, de Oviedo: «Todo depende ahora del rey». «La suerte de España está en manos del Rey», publicó el republicano Heraldo de Madrid. Alfonso XIII llegó a la capital a las nueve de la mañana del 14 de septiembre —«con uniforme de capitán general y una sonrisa de oreja a oreja»—, siendo recibido por el Gobierno en la Estación del Norte. También estaba presente el capitán general Muñoz-Cobo que le dijo al rey: «Señor, es necesario que yo hable con V. M. lo más pronto posible». Alfonso XIII lo citó a las once en Palacio, y al presidente del Gobierno García Prieto le dijo que fuera a verle de inmediato. Según Ben-Ami, «en su largo y deliberadamente lento viaje de San Sebastián a Madrid —un viaje "de lentitud inadecuada a la gravedad de la situación", según escribió El Socialista—, comparó los datos y aclaró sus dudas, y cuando llegó a la capital en la mañana del día 14, se hallaba ya convencido de que la mayoría de las guarniciones de España, aunque leales al gobierno, estaban prontas a acatar su decisión, y que no había surgido ningún movimiento activo, civil o militar, a favor del gobierno».
Cuando el rey se entrevistó en el Palacio de Oriente con el presidente del gobierno Manuel García Prieto, rechazó su propuesta de convocar a las Cortes para el martes 18 de septiembre con el propósito de examinar «los cargos que se formulan contra el Gobierno» —en referencia al Manifiesto de Primo de Rivera— y depurar «las responsabilidades de los hombres que hemos gobernado y de los que no han dejado gobernar», para establecer «claramente el resultado de la actuación de cada cual». Y cuando García Prieto le propuso la destitución de los mandos militares rebeldes, «pero indicando al mismo tiempo que no sabía si tendría fuerza para llevarlo a efecto, el Rey repuso que necesitaba pensarlo y consultarlo con sus asesores militares, lo que en un régimen como el de la Restauración equivalía a sugerir la dimisión». Durante la entrevista el rey le había preguntado al presidente del Gobierno cómo y con que medios pretendía hacer «efectivas las destituciones propuestas y se haría arrestar, juzgar y castigar a los oficiales adictos al movimiento militar». «No obtuvo respuesta, ni podía obtenerla», comenta Roberto Villa García. Ya hacía tiempo que la guarnición de Madrid se había adherido al golpe de Primo de Rivera. García Prieto dimitió, sintiendo, según Javier Tusell, una sensación «de alivio por librarse de las responsabilidades del poder». Al parecer le dijo al capitán general Muñoz-Cobo: «Ya tengo un santo más a quien encomendarme, a san Miguel Primo de Rivera, porque me ha quitado de encima la pesadilla del Gobierno». Sin embargo, Niceto Alcalá-Zamora escribió en sus Memorias que cuando visitó a García Prieto lo encontró resignado y deprimido.
El ministro de la Gobernación envió el siguiente telegrama a los gobernadores civiles de todas las provincias explicando las circunstancias y las razones de la dimisión del gobierno:

El Presidente ha dado cuenta a Su Majestad de cuantas noticias tenía el Gobierno y proponiéndole, en cumplimiento del acuerdo del Consejo de Ministros de ayer, el inmediato relevo de los Capitanes Generales de Cataluña y Zaragoza y la separación de sus cargos de los demás que se han significado en el movimiento, así como en la convocatoria de las Cortes para el martes próximo a fin de que se examinen en ellas los cargos que se formulan contra el Gobierno y se depuren las responsabilidades de los hombres que hemos gobernado, y habiéndose servido manifestar su Majestad que, tanto por la falta de elementos de juicio suficientes como por la importancia de las medidas propuestas, necesitaba reflexionar, el Sr. Presidente se apresuró a devolver respetuosamente los Poderes con que el Rey le había honrado, presentando la dimisión de todo el Gobierno.

Esa misma mañana Primo de Rivera envió un telegrama al capitán general de Madrid Muñoz-Cobo, que en realidad iba dirigido al rey, en el que le urgía al monarca a que tomara una decisión amenazando con que «esta resolución, hoy moderada, le daríamos un carácter sangriento».

Ruego a V.E. haga presente respetuosamente S. M. el Rey urgencia a dar resolución cuestión planteada respecto al cual [sic] recibo continuas y valiosas adhesiones. Tenemos la razón y por eso tenemos la fuerza, que hemos empleado con moderación hasta ahora. Si por una habilidad se nos quiere conducir a transigencias que nos deshonrarían ante nuestras propias conciencias, estremaríamos [sic] petición sanciones y las impondríamos. Mas ni yo ni mis guarniciones, ni las de Aragón de que acabo recibir comunicación en este sentido, transigimos con nada que no sea lo pedido. Si los políticos, en defensa clase, forman frente único, nosotros lo formaremos, mas con el pueblo sano, que almacena tantas rebeldías contra ellos, y a esta resolución, hoy moderada, le daremos carácter sangriento.

Para presionar aún más al rey Primo de Rivera desveló el contenido del telegrama a los periodistas y también les anunció que había ordenado a un juez militar que abriera un proceso a Santiago Alba, el dimitido ministro de Estado, que avisado por dos militares amigos ya había cruzado la frontera francesa con toda su familia.
A las once de la mañana Alfonso XIII se entrevistó con el capitán general de Madrid, el general Muñoz-Cobo. Este le informó que la guarnición de la capital apoyaba a Primo de Rivera y que él solo había conseguido que no se hiciera público y que se demorara la proclamación del estado de guerra hasta la llegada del rey, pero a condición de que el monarca sancionara la victoria de la sublevación. A continuación Muñoz-Cobo le pidió permiso para declarar el estado de guerra en Madrid y en toda España, pero Alfonso XIII se resistió, por lo que aquel se puso en contacto con los generales del Cuadrilátero y los cinco acudieron a Palacio para convencerle. Le dijeron que el «Ejército todo» era adicto al movimiento de Primo de Rivera y contrario a cualquier Gobierno de políticos «débiles», «corruptos» e «impotentes» para restablecer el principio de autoridad y el orden. Se produjo entonces una dura discusión con el rey durante la cual el general Cavalcanti llegó a decir «que eran ellos los que mandaban para bien de España y para bien del propio Rey». Muñoz-Cobo intervino para apaciguar los ánimos y tranquilizó al rey afirmando que se cumpliría la legalidad en la transmisión de poderes a Primo de Rivera y que se declararía el estado de guerra con un bando «muy humanitario». A la salida de la reunión los cinco generales comunicaron a los periodistas que Alfonso XIII «había aceptado los hechos» y que se iba a hacer «cargo del Gobierno el capitán general de Cataluña».
A la una y cuarto del mediodía el rey llamó por teléfono a Primo de Rivera para que viniera a la capital y nombró un Directorio interino presidido por el general Muñoz-Cobo como capitán general de Madrid y compuesto por los generales del Cuadrilátero. A continuación Muñoz-Cobo declaró el estado de guerra en la I Región Militar. Siguiendo las instrucciones del Directorio interino el resto de capitanes generales hicieron lo mismo. «El golpe había triunfado».

### Sábado, 15 de septiembre: el rey nombra a Primo de Rivera jefe del Gobierno y presidente del Directorio militar

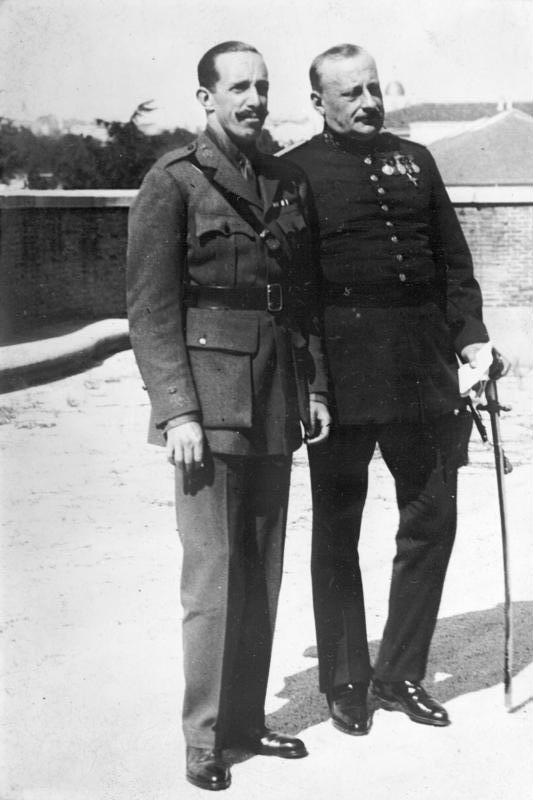
Alfonso XIII junto al general Miguel Primo de Rivera después de su nombramiento como Jefe del Gobierno y Presidente del Directorio militar

En Barcelona una multitud entusiasmada acompañó a Primo de Rivera a tomar el tren que le llevaría a Madrid. Como informó el diario La Vanguardia nunca se había visto un «fenómeno semejante». Según recordó un testigo cenetista,  en los andenes se reunió «la plana mayor de la reacción barcelonesa, todos los monárquicos, el obispo, los tradicionalistas y también una buena representación de la Lliga Regionalista. Bien destacada, una representación de la patronal». El último en despedirse fue el alcalde de Barcelona, el marqués de Alella, que abrazó al capitán general. Los homenajes se repitieron en las paradas que realizó el tren: Sitges, Reus, Caspe —donde se incorporó el general Sanjurjo—, Zaragoza —donde fue recibido por el capitán general Palanca— y Guadalajara.
Hacia las 9:40 horas del 15 de septiembre Primo de Rivera llegó a Madrid. «Comenzaba su dictadura militar con rey». En la estación de Atocha fue ovacionado por los cientos de personas que le esperaban y que gritaban «vivas al redentor de la Patria, a España, y al Rey, y ¡abajo los políticos!». Antes de acudir al Palacio de Oriente se entrevistó con los generales del Cuadrilátero y con el capitán general de Madrid Muñoz-Cobo, que habían acudido a recibirle a la estación, a quienes comunicó que en lugar de formar un gobierno civil bajo tutela militar había decidido convertirse en dictador único al frente de un «Directorio militar». Muñoz-Cobo, opuesto a la idea al igual que los generales del Cuadrilátero, comunicó al rey la intención de Primo de Rivera de recurrir a esta fórmula que no recogía la Constitución de 1876.
Cuando se reunieron Primo de Rivera y el rey esa misma mañana en el Palacio de Oriente acordaron una solución que guardara las apariencias de la legalidad constitucional. Primo de Rivera sería nombrado «Jefe del Gobierno» y «ministro único», asistido por un Directorio militar, formado por ocho generales y un contralmirante. Además se estableció que Primo de Rivera juraría su cargo según el protocolo establecido, ante el ministro de Justicia del gobierno anterior. Lo hizo esa misma tarde, aunque cambiando la fórmula tradicional: Primo de Rivera juraba su lealtad a la patria y al rey, y «al propósito de restablecer el imperio de la Constitución tan pronto como Vuestra Majestad acepte el Gobierno que le propongo», lo que significaba que la Constitución había quedado en suspenso indefinidamente. Según algunas fuentes, durante la conversación que mantuvieron, el rey le dijo a Primo de Rivera: «Dios quiera que aciertes. Te voy a dar el poder».
Con los periodistas Primo de Rivera fue intencionadamente vago en cuanto a la duración de su gobierno. Pretendía estar «quince, veinte, treinta días; todo el tiempo que sea necesario hasta que el país nos dé los hombres para gobernar», pero dejó abierta la posibilidad de continuar una vez el Directorio Militar hubiera cumplido su función y declaró que no tendría «dificultad en presidir» el futuro gobierno. «Si el país me designa a mí para presidirlo acatare su decisión cualquiera que esta sea», añadió. Por la tarde, tras haber tomado posesión de su nuevo despacho en el Palacio de Buenavista, volvió a declarar a los periodistas: «Venimos a hacer una radical transformación y a extirpar de raíz la vieja política española, de acuerdo con el anhelo de los españoles. Hay cosas que se han acabado en España para siempre». Preguntado sobre si iba a disolver el Parlamento, respondió: «Naturalmente». También aprovechó la oportunidad para acusar de corrupto y de ladrón a Santiago Alba, el ministro de Estado, y afirmó que la conducta de Alba había sido «la gota de agua, el motivo circunstancial que nos ha impulsado al movimiento». En un telegrama enviado a los capitanes generales reiteró lo que había manifestado a los periodistas: «este Directorio se propone que pronto el país vuelva a la normalidad constitucional y sea regido por ciudadanos libres, que, rotas las organizaciones políticas, brotarán en el número y con la capacidad que la raza atesora».
La Gaceta de Madrid del día siguiente publicó el Real Decreto, firmado por el rey y refrendado por el ministro de Gracia y Justicia Antonio López Muñoz, de nuevo para guardar la apariencia de legalidad, que decía: «Vengo en nombrar Jefe del Gobierno al Teniente General D. Miguel Primo de Rivera y Orbaneja, Marqués de Estella». En el mismo número de la Gaceta de Madrid del 16 de septiembre aparecía el primer Real Decreto que Primo de Rivera había presentado a la firma al rey, por el que se creaba un Directorio militar presidido por él y que tendría «todas las facultades, iniciativas y responsabilidades inherentes a un Gobierno en conjunto, pero con una firma única» y que se proponía «constituir un breve paréntesis en la marcha constitucional de España». En su «Exposición», que fue difundida por la prensa bajo el titular «Un decreto histórico», se decía:

EXPOSICIÓN
Señor: Nombrado por Vuestra Majestad con el encargo de formar Gobierno en momentos difíciles para el país, que yo he contribuido a provocar inspirándome en los más altos sentimientos patrios, sería cobarde deserción vacilar en la aceptación del puesto que lleva consigo tantas responsabilidades y obliga a tan fatigoso e incesante trabajo. Pero Vuestra Majestad sabe bien que ni yo, ni las personas que conmigo han propagado y proclamado el nuevo régimen, nos creemos capacitados para el desempeño concreto de las carteras ministeriales, y que era y sigue nuestro propósito constituir un breve paréntesis en la marcha constitucional de España, para establecerla tan pronto como ofreciéndonos el país hombres no contagiados de los vicios que a las organizaciones políticas imputamos, podamos nosotros ofrecerlos a Vuestra Majestad para que se restablezca pronto la normalidad. Por eso me permito ofrecer a Vuestra Majestad la formación de un Directorio militar, presidido por mí, que sin la adjudicación de carteras ni categorías de ministros, tenga todas las facultades, iniciativas y responsabilidades inherentes a un Gobierno en conjunto, pero con una firma única, que yo someteré a Vuestra Majestad; por lo cual debo ser el único que ante Vuestra Majestad y el notario mayor del Reino, y con toda unción y patriotismo que el solemne acto requiere, hinque la rodilla en tierra ante los Santos Evangelios, jurando lealtad a la Patria y al Rey y al propósito de restablecer el imperio de la Constitución tan pronto Vuestra Majestad acepte el Gobierno que le proponga. Bajo este aspecto, Señor, nos ha recibido el país con clamorosa acogida y confortable esperanza; y creemos un deber elemental modificar la esencia de nuestra actuación, que no puede tener ante la Historia y la Patria otra justificación que el desinterés y el patriotismo. Madrid, 15 de septiembre de 1923. 
Señor: A.L.R.P. de V.M. Miguel Primo de Rivera.

En el artículo 1º del Real Decreto se confería a Primo de Rivera el cargo de «Presidente del Directorio militar encargado de la Gobernación del Estado, con poderes para proponerme cuantos decretos convengan a la salud pública, los que tendrán fuerza de ley». En el artículo 2º se establecía que el Directorio estaría formado por su presidente y ocho generales de brigada, uno por cada región militar, más un contralmirante de la Armada. En el 3º que quien pasaría a la firma los decretos sería el presidente del Directorio, «con facultades de Ministro único», y «asesorándose previamente del Directorio». En el 4º se suprimían los cargos de presidente del Consejo de Ministros, ministros de la Corona y subsecretarios, excepto los subsecretarios de Estado y Guerra.
El día 17 la Gaceta de Madrid publicó la disolución del Congreso de los Diputados y de la parte electiva del Senado, de acuerdo con la facultad que le confería al rey el artículo 32 de la Constitución, aunque con la obligación de convocarlos de nuevo antes de tres meses. Cumplido el plazo el 12 de noviembre los presidentes del Congreso y del Senado, Melquiades Álvarez y el conde de Romanones, respectivamente, se presentaron ante el rey para que reuniera las Cortes, recordándole que ese era su deber como monarca constitucional. La respuesta que recibieron fue su destitución inmediata de los dos cargos que ostentaban. Primo de Rivera lo justificó con estas palabras:

El país no se impresiona ya con películas de esencias liberales y democráticas; quiere orden, trabajo y economía.

En una entrevista publicada el 24 de enero de 1924 por el diario británico Daily Mail el rey Alfonso XIII justificó su decisión:

Yo acepté la Dictadura militar porque España y el Ejército la quisieron para acabar con la anarquía, el desenfreno parlamentario y la debilidad claudicante de los hombres políticos. La acepté como Italia tuvo que acogerse al fascismo porque el comunismo era su inmediata amenaza. Y porque había que emplear una terapéutica enérgica sobre los tumores malignos que padecíamos en la Península y en África.

## Las reacciones al golpe

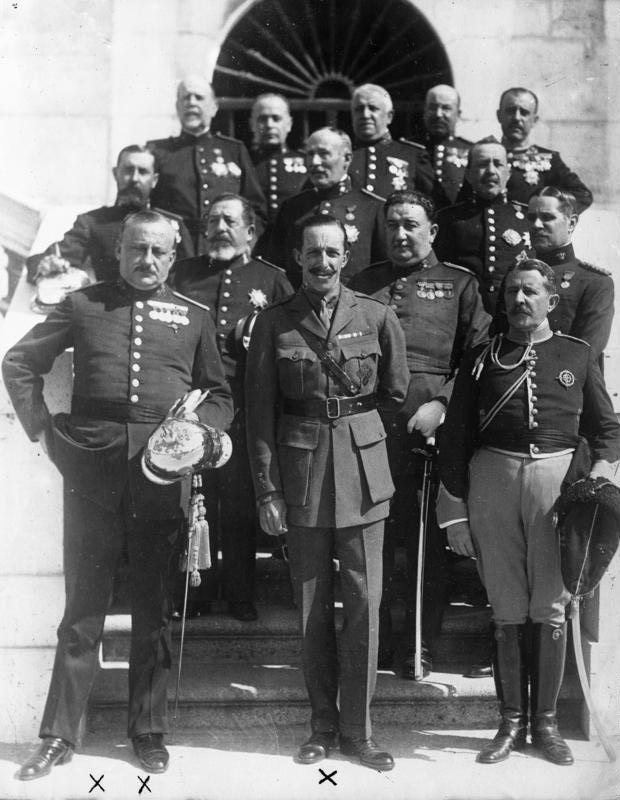
De izquierda a derecha (en negrita los generales miembros del Directorio militar y entre paréntesis el número de la región militar a la que representan; en cursiva, los cuatro generales miembros del Cuadrilátero): el general Primo de Rivera, el rey Alfonso XIII, y el general José Cavalcanti de Alburquerque, en primera fila; el general Antonio Mayandía Gómez (5.ª), el general Federico Berenguer Fusté y general Leopoldo Saro Marín, en segunda fila; el general Antonio Dabán Vallejo, el general Francisco Ruiz del Portal (7.ª) y el general Luis Navarro y Alonso de Celada (3.ª), en tercera fila; el general Luis Hermosa y Kith (2.ª), el general Dalmio Rodríguez Pedré (4.ª), el general Adolfo Vallespinosa Vior (1.ª), el general Francisco Gómez-Jordana Sousa (6.ª), y el general Mario Muslera y Planes (8.ª), en última fila.

Según el historiador israelí Shlomo Ben-Ami, «la reacción pública al golpe de Estado fue, en su conjunto favorable» —aunque otros historiadores la califican más bien de pasiva o de indiferente benevolencia o de «una mezcla de prevención, satisfacción e impotencia»— lo que se explica en gran medida «por el hecho de que el sistema que Primo de Rivera venía a reemplazar no gozaba de gran apoyo en las masas». Alejandro Quiroga coincide con Ben-Ami: el golpe  tuvo «una buena acogida entre muy diversos grupos políticos y sociales. En las derechas, los católicos sociales, los carlistas, los integristas católicos, los mauristas y los catalanistas de la Lliga Regionalista. Incluso algunos intelectuales y periódicos liberales como El Sol, declararon sus simpatías por lo que creían una dictadura temporal. Las cámaras de comercio e industria, la Confederación Patronal Española, numerosas organizaciones profesionales y la Iglesia también hicieron público su apoyo a la insurrección del marqués de Estella». También Javier Moreno Luzón: «escasearon los los resistentes al cuartelazo, sostenido o tolerado por sectores políticos y sociales muy diversos».
«La manipulación por Primo de las consignas regeneracionistas hizo pensar a muchos que por fin "se haría justicia" y se erradicaría el caciquismo», añade Ben Ami. Así por ejemplo, el diario liberal El Sol soslayó que el nuevo régimen se hubiera instaurado mediante un golpe de fuerza y en su editorial dio la bienvenida a «una España más noble y fértil que la vieja y ruinosa en que nacimos», aunque añadiendo a continuación que, «terminada la obra de desarraigar el viejo régimen y sanear interiormente el organismo del Estado», el Directorio debería ceder el poder a un gobierno civil liberal —de hecho, cuando el diario constató al poco tiempo que la intención de Primo de Rivera era perpetuarse en el poder, le retiró su apoyo—. «Las gentes veían en el generalato indómito la salvación de la patria», escribió más tarde el jurista socialista Luis Jiménez de Asúa.
Francisco Alía Miranda ha destacado que «uno de los hechos más sorprendentes» fue «la uniformidad con la que se comportaron los militares el 13 de septiembre». «Algo había tenido que cambiar en el Ejército para que los militares, tan divididos los años previos [entre africanistas y junteros], tuvieran todos en aquel momento el mismo criterio».
En cuanto a las fuerzas obreras, a los anarcosindicalistas el golpe les pilló por sorpresa y «muchos cenetistas se limitaron a esperar pasivamente que las autoridades clausuraran sus locales. La CNT estaba agotada por años de represión brutal y era ya casi inútil como instrumento de combate». Aun así, la CNT formó un «Comité de acción contra la guerra y la dictadura» que convocó una huelga en Madrid y en Bilbao, apoyada por los comunistas, que tuvo escaso eco. Invitaron a los socialistas a unirse al Comité pero éstos optaron por mantenerse a la expectativa y las direcciones del PSOE y de la UGT advirtieron a sus afiliados que no intervinieran en ninguna intentona revolucionaria, pues solo servirían de «pretexto a represiones que ansía para su provecho la reacción», según dijo el diario El Socialista. En el manifiesto conjunto que hicieron público el mismo día 13 de septiembre el PSOE y la UGT recomendaron mantener una actitud pasiva ante el nuevo régimen, al que consideraban como prolongación de la «vieja política». Por su parte la CNT publicó el 18 de septiembre en su periódico oficial Solidaridad Obrera que «si el golpe de Estado no tiene por misión ir contra los trabajadores, contra las libertades que estos tienen, contra las mejoras alcanzadas y contra las reivindicaciones económicas y morales que paulatinamente se han obtenido, nuestra actitud será muy otra que si todo esto, que es el producto de muchos años de lucha, se veja, no se respeta o se ataca».
Entre los intelectuales, los que se opusieron al golpe fueron pocos, «tan solo Miguel de Unamuno, Manuel Azaña y Ramón Pérez de Ayala se mostraron de forma inequívoca en contra del Dictador», afirma la historiadora Genoveva García Queipo de Llano. También el republicano Vicente Blasco Ibáñez, «tal vez el escritor español más popular en todo el mundo», que desde el exilio en París «se convirtió en el principal azote contra la dictadura y la monarquía». Por su parte el veterano líder republicano Alejandro Lerroux escribió tres años después del golpe que «la dictadura surgió como el sol en medio de la borrasca». Fue una reacción «contra la oligarquía dominante en el país, iniciando así un nuevo periodo de nuestra historia, y con ello la resurrección de la Patria».
Las clases altas recibieron el golpe con euforia, especialmente en Cataluña. La Cámara de Comercio e Industria de Cataluña saludó al dictador «con el mayor entusiasmo», esperando que pusiera fin «a un estado de cosas que se consideraba intolerable». Lo mismo hicieron el resto de organizaciones patronales, como el Instituto Agrícola Catalán de San Isidro que esperaba que se atajaran «las corrientes demoledoras del derecho de propiedad».  Y también los partidos políticos catalanes conservadores como la Lliga Regionalista o la Unión Monárquica Nacional. Esta última se consideraba parte del «movimiento de regeneración» basado en los principios de «patria, monarquía y orden social». Fuera de Cataluña se dieron las mismas muestras de entusiasmo entre las clases altas y diversas organizaciones patronales se ofrecieron para colaborar con la Dictadura para «destruir de un golpe la podredumbre que, contra toda justicia y moral, conduce al país, lenta pero inexorablemente, al más insondable precipicio», como proclamó la Confederación Patronal Española. Como ha señalado la historiadora Ángeles Barrio, «la actitud de las burguesías españolas no fue diferente de la de otras burguesías de orden europeas que, ante el peligro del bolchevismo, no hicieron nada por defender la vigencia de un orden liberal dispuesto a democratizarse con el que no se identificaban, y en el que intuían que sus intereses no estaban suficientemente garantizados».
La Iglesia católica en España también apoyó el golpe. El cardenal de Tarragona, Vidal y Barraquer alabó el «noble esfuerzo» del «pundonoroso» general Primo de Rivera. La Confederación Nacional Católico-Agraria le dio la bienvenida y le ofreció su apoyo para «fortalecer la autoridad, la disciplina social y la recuperación de la moral». El diario católico El Debate esperaba que el dictador ordenara una campaña «de saneamiento moral, persiguiendo el juego, la pornografía, el alcoholismo y demás lacras sociales». Y un periódico católico de Córdoba llegó a augurar que si Primo de Rivera fracasaba se abriría el camino al «torrente desbordado del bolchevismo». El partido católico recién creado, el Partido Social Popular, con la notable excepción de Ángel Ossorio y Gallardo, acogió con entusiasmo al que calificó nuevo «movimiento nacional», así como los mauristas que consideraron la Dictadura, «cualesquiera que sean las anomalías de su origen», como el inicio del «resurgir de España». Hasta los carlistas le dieron su apoyo, porque, como manifestó el pretendiente don Jaime, representaba «un acercamiento a nuestras doctrinas» y «la expresión del espíritu netamente tradicionalista». Dentro del carlismo los que mostraron más entusiasmo fueron los mellistas, como Víctor Pradera o Salvador Minguijón. El propio Juan Vázquez de Mella invitó al Directorio a «permanecer por tiempo indefinido»:

El peligro musulmán se junta al peligro rojo, y los dos al peligro judío, verdadero director espiritual de la Revolución, y plantean esta disyuntiva, entre cuyos extremos tendrán que elegir pronto los pueblos de Europa y de América: o la dictadura del orden, para salvarse y restaurar lo que se ha derribado o la dictadura roja del bolchevismo. [...] Si el Directorio se penetra bien de esta lección de cosas que se están dando en todo el mundo, y contra la cual nada pueden las reclamaciones de los caídos, tendrá que continuar largo tiempo en el Poder.

En cuanto a los dos partidos del turno, según Ben-Ami, «parecieron aliviados por la decisión de Primo de Rivera de anestesiar temporalmente la política española». «Aunque algunos de ellos [de sus miembros] estaban ciertamente dispuestos a democratizar el sistema, ninguno se sentía pronto todavía a desafiar la indisputable posición del rey como creador y derribador de gobiernos. En último análisis, algunos "políticos" veían el golpe de Estado erróneamente, según resultó, a modo de una "crisis", esperando que se les encargaría de resolverla como caballeros y dentro del marco establecido de la "administración de crisis" del sistema, como habían hecho con tantas otras del pasado». El liberal Diario Universal escribió:

No dudamos que el movimiento triunfante se inspira en los más puros ideales patrióticos, y, solo pensando en ello, cabe esperar de ese movimiento el bien de España.

## El papel del rey

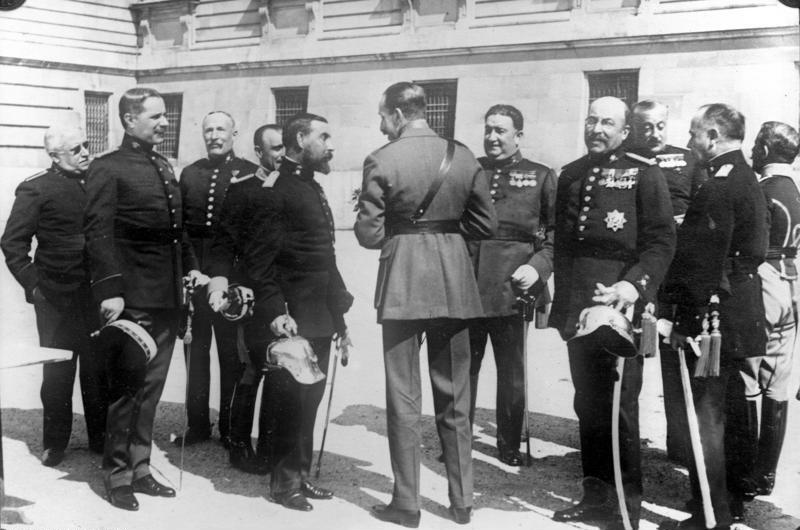
El rey Alfonso XIII, en el centro y de espaldas, conversa con el general Antonio Dabán Vallejo, miembro del Cuadrilátero. A la derecha mirando a la cámara y con un casco en la mano, el general Francisco Gómez-Jordana Sousa, miembro del Directorio militar, en representación de la IV Región Militar. En el centro en segundo plano, el general Federico Berenguer Fusté, miembro del Cuadrilátero y hermano del general Dámaso Berenguer, inculpado en el expediente Picasso. El general Primo de Rivera aparece a la derecha en segundo plano conversando con el general José Cavalcanti de Alburquerque, fundador del Cuadrilátero. A la izquierda, observando la conversación que mantienen el rey y el general Dabán, el general Leopoldo Saro Marín, miembro del Cuadrilátero.

El socialista Indalecio Prieto en un artículo escrito poco después del golpe de Primo de Rivera señalaba al propio monarca Alfonso XIII como el instigador del mismo con la finalidad de impedir que la Comisión de Responsabilidades por el Desastre de Annual pudiera formular ningún tipo de acusación. El artículo acababa así:

¿Qué interés podía tener la Corona en facilitar el triunfo del movimiento militar? Iban a abrirse las Cortes, a plantearse de nuevo ante ellas el problema de las responsabilidades por la hecatombe de Melilla que ya había dado al traste con el anterior Parlamento, en el debate acaso con inculpaciones mutuas se destrozasen los partidos del régimen y asomaran de nuevo altas responsabilidades personales… Quizá este espectáculo demoledor hiciera surgir el motín en las calles. La sedición militar, amparada y tutelada desde arriba podría frustrarlo. Y surgió la extraña sublevación, una sublevación de Real orden.

Ocho años después, en la madrugada del 20 de noviembre de 1931 las Cortes Constituyentes de la República declaraban culpable de «alta traición» «al que fue rey de España»:

quien, ejercitando los poderes de su magistratura contra la Constitución del Estado, ha cometido la más criminal violación del orden jurídico de su país, y, en su consecuencia, el Tribunal soberano de la Nación declara solemnemente fuera de la Ley a D. Alfonso de Borbón y Habsburgo-Lorena. Privado de la paz jurídica, cualquier ciudadano español podrá aprehender su persona si penetrase en territorio nacional. Don Alfonso de Borbón será degradado de todas sus dignidades, derechos y títulos, que no podrá ostentar legalmente ni dentro ni fuera de España, de los cuales el pueblo español, por boca de sus representantes elegidos para votar las nuevas normas del Estado español, le declara, decaído, sin que pueda reivindicarlos jamás ni para él ni para sus sucesores. De todos los bienes, derechos y acciones de su propiedad que se encuentren en el territorio nacional se incautará, en su beneficio, el Estado, que dispondrá el uso conveniente que deba darles.

El presidente del Gobierno Provisional, Manuel Azaña dirigiéndose a los diputados dijo: «con esta votación se realiza la segunda proclamación de la República en España».
Pasados los años desde la condena por la República, el papel del rey en el Golpe de Estado de 1923 y su actuación durante la Dictadura ha sido objeto de debate entre los historiadores. Según Shlomo Ben Ami, «Alfonso XIII había mostrado desde hacía años tendencias absolutistas, un fuerte deseo de gobernar sin el parlamento, una rígida etiqueta cortesana no democrática, y manifestaba una enfermiza admiración por el ejército, en el ascenso de cuyos oficiales él era el principal árbitro». Eduardo González Calleja indica que «el desagrado del rey por la práctica del sistema parlamentario aumentó después del desastre militar de 1921». Así lo manifestó el 23 de mayo de 1921 en e discurso pronunciado en Córdoba, en el que después de afirmar que «el parlamento no cumple con su deber» (ya que en él tienen lugar debates cuya finalidad es evitar que prosperen los proyectos, al servicio de fines políticos) y que «los que me escuchan podrán pensar que infrinjo la constitución», afirmó:

Yo creo que las provincias deben comenzar una labor de apoyo a su rey y a los proyectos que sean beneficiosos, y entonces el Parlamento se acordará de que es el mandatario del pueblo: dentro y fuera de la Constitución tendría que imponerse y sacrificarse por el bien de la Patria.

Estas críticas las reiteró durante una comida de confraternización con los oficiales de la guarnición de Barcelona celebrada el 7 de junio de 1922 en un restaurante de la localidad de Las Planas, en la que les dijo: «os acordéis siempre que no tenéis más compromiso que el miramiento prestado a vuestra Patria y a vuestro Rey». Un año más tarde en un discurso pronunciado en Salamanca aprobó la posibilidad del establecimiento de una dictadura provisional cuyo cometido sería «dejar paso franco a los Gobiernos que respetasen la voluntad popular». Según Eduardo González Calleja, Alfonso XIII desistió de su idea de encabezarla él mismo tras consultar con varios políticos, entre ellos Antonio Maura, y «dejó el camino expedito a los conspiradores militares». Según Ben Ami, «lo que indujo al rey Alfonso a coquetear con una "solución" extraparlamentaria fue la resurrección del parlamentarismo español más bien que su degeneración. El debate público sobre las responsabilidades y la propaganda antialfonsina de los socialistas... no podía dejar de convertirse en un engorro insoportable para el monarca».
Sobre la participación del rey en los preparativos del golpe de Primo de Rivera, Javier Tusell afirma que no existe ninguna prueba de que Alfonso XIII «fuera el promotor de la conspiración contra el Gobierno liberal», aunque reconoce que «el rey tenía una coincidencia fundamental con los conspiradores en lo que respecta al juicio negativo sobre la situación política». «Indiscreto y poco prudente, —añade Tusell— Alfonso XIII habló con más de una persona acerca de un posible Gobierno autoritario militar», descartando una dictadura personal porque «si yo me decidiera a ejercer la dictadura por mi cuenta, en el acto tendría enfrente a todos», como le dijo a Gabriel Maura Gamazo, hijo del líder conservador Antonio Maura. «El rey admitió luego que algunos de los conspiradores se habían dirigido a él… El contacto con los conspiradores fue tardío, seguramente se llevó a cabo solo con alguno de los generales implicados en la conspiración en Madrid y bien pudo no ser tomado en consideración, pues Alfonso XIII estaba acostumbrado a que los militares acudieran a él con amenazas más o menos veladas de sublevarse». Por su parte la historiadora Genoveva García Queipo de Llano admite que «durante el verano del año 1923 el Rey pensó en la posibilidad de nombrar un gobierno militar del Ejército como corporación y que además fuera aceptado por los políticos; esto sería tan solo un paréntesis para luego volver otra vez a la normalidad constitucional», pero después cita a Primo Rivera para descartar la participación de Alfonso XIII en el golpe: «el Rey fue el primer sorprendido [por el golpe] y esto ¿quién mejor que yo puede saberlo?».
Sin embargo, Francisco Alía Miranda ha indicado que en 1936 Alfonso XIII le comentó a Charles Petrie que unos días antes del golpe dos generales fueron a verle y le «dijeron que tal estado de cosas no podía permitirse que continuara y que debía cambiarse el sistema por completo». Alía Miranda también se refiere a fuentes diplomáticas británicas que aseguraron que en sendas entrevistas mantenidas con el embajador inglés y con el ministro de Exteriores, «el rey reconoció haber sido informado de los preparativos golpistas por dos generales de la guarnición de Madrid y haber informado de ese contacto a García Prieto [presidente del Gobierno]». Según esas fuentes, la entrevista con esos generales habría tenido lugar a primera hora de la tarde del 4 de septiembre, aunque, para Alía Miranda, «quizá sería más acertado adelantar los contactos del monarca con los conspiradores a la primavera de 1923, puesto que eran íntimos colaboradores suyos. También está claro que el Gobierno sabía desde meses antes del pronunciamiento la existencia de la conspiración, aunque no hizo nada por evitarla, de forma incomprensible».
Algunos historiadores consideran significativo el hecho de que una de las primeras decisiones que tomó el Directorio Militar, recién constituido, fue apoderarse de los archivos de la Comisión de responsabilidades del Congreso de Diputados que estaba preparando el informe que presentaría a la Cámara el 2 de octubre de 1923 y que tenía como base el expediente redactado por el general Picasso sobre las responsabilidades militares en el desastre de Annual, y que según había denunciado el diputado socialista Indalecio Prieto en un discurso muy comentado pronunciado el 17 de abril de 1923, iba implicar al rey.
El compromiso definitivo del rey con la Dictadura se produjo cuando incumplió el artículo 32 de la Constitución que le obligaba a convocar y reunir las Cortes antes de tres meses de haber sido disueltas, tal como le recordaron los presidentes del Senado, conde de Romanones, y del Congreso de los Diputados, Melquiades Álvarez, que fueron a visitarle al Palacio de Oriente el 12 de noviembre. «La entrevista fue breve. Tan breve como poco cordial», escribiría Romanones. Alfonso XIII los atendió «en el quicio de una puerta», y no les permitió dar «explicación de ninguna clase». El rey remitió a Primo de Rivera la nota que le entregaron, con la petición de convocar elecciones para unas nuevas Cortes, y el dictador respondió proclamando que el país ya no se impresionaba por «películas de esencia liberales y democráticas», anunciando que no pensaba convocar «Cortes en mucho tiempo» y promulgando un decreto por el que cesaban en sus funciones los dos presidentes, así como los respectivos órganos de gobierno de ambas cámaras. Pocas voces se alzaron en defensa de los presidentes cesados. «El rey firmó el decreto y con este hecho rompía formalmente con la Constitución de 1876, a la que había jurado cumplimiento», ha afirmado José Luis Gómez-Navarro. En una carta que le envió al conde de Romanones el rey justificó el quebrantamiento del juramento constitucional alegando que había cumplido «el artículo tácito de toda Constitución: "Salvar a la Patria"». Poco después en unas declaraciones al diario Daily Mail aseguró que la dictadura había terminado con «la debilidad claudicante de los políticos» y en 1925 reiteró a Paris-Midi que «si volviese a abrir el parlamento los viejos partidos [llevarían] el país a la ruina», en lo que coincidía con Primo de Rivera que declaró en varias ocasiones que «el sistema parlamentario» había «pasado a la historia».
A pesar de las advertencias que le hicieron los antiguos políticos dinásticos —sobre todo el conservador José Sánchez Guerra—, el rey unió por completo su suerte a la de la Dictadura, ya sin vuelta atrás, cuando, tras resistirse durante más de un año, firmó en septiembre de 1927 la convocatoria de la Asamblea Nacional Constituyente, lo que suponía la ruptura definitiva con la Constitución de 1876 que él había jurado —de ahí el apelativo de «el rey perjuro» que comenzó a extenderse—.
Según Shlomo Ben Ami (1983),

Alfonso XIII sancionó con su autoridad la victoria de la fuerza. […] Al adherirse a la rebelión contra la legalidad constitucional, el rey ayudó a crear el mito de que era "responsable" de la dictadura. En todo caso es difícilmente imaginable que el ejército se hubiese sometido a una rebelión que no hubiera sido sancionada por el monarca, supremo jefe de las fuerzas armadas y personificación de la nación. Un golpe contra la voluntad del rey hubiera sido "completamente imposible". Los defensores del soberano alegaban que se había sacrificado para evitar una peligrosa división del ejército en dos facciones antagonistas, división, que , temía conduciría a una guerra civil. Alfonso se daba cuenta de que había violado la constitución, pero preguntó retóricamente a un periodista francés de Le Temps: ¿Qué es mejor, mantener viva la constitución o dejar que la nación muera?. Cualquiera que fuese la verdad, el mito prevaleció. El destino del rey y de su trono quedaban inextricablemente ligados, desde entonces, con el de la dictadura.

Según Santos Juliá (1999),

El golpe de Primo de Rivera cerró toda posibilidad de encontrar dentro de la monarquía constitucional la solución al problema constituyente que los diferentes movimientos, obrero, republicano, reformista, catalanista, militar, y figuras muy representativas de las elites intelectuales, habían situado en primer plano del debate y de la acción política desde 1917.

Según Javier Tusell (2003),

Lo sucedido supuso un cambio decisivo en la política española. […] El golpe de Estado se prometió poco duradero y logró un apoyo generalizado, pero sus consecuencias a medio plazo resultaron muy graves. El Rey se apresuró a explicar a los embajadores francés y británico que no había tenido que ver con lo sucedido. Pero violó la Constitución al no convocar al Parlamento y eso le costó el trono.

Según José Luis Gómez-Navarro (2003),

No se pretende reabrir la polémica sobre la supuesta o real participación directa y activa del rey en los preparativos, en la inspiración o en la organización del golpe del 13 de septiembre. Es difícil que se puedan encontrar pruebas fehacientes de ello. Sin embargo, no se puede negar el decisivo papel de Alfonso XIII en el triunfo del golpe. En primer lugar, porque durante los últimos años del régimen de la Restauración (de forma muy evidente desde 1917) contribuyó de forma destacada a crear las condiciones políticas e ideológicas que favorecieron el triunfo del golpe... En todas las crisis importantes en que se produjeron enfrentamientos entre los gobiernos —el poder civil— y el ejército, acabó apoyando a éste, debilitando consecuentemente al poder civil. [...] En segundo lugar, hay pruebas fehacientes de que Alfonso XIII consideraba inevitable y deseaba un régimen militar de excepción al menos desde junio de 1923; conocía los preparativos de los distintos grupos golpistas...; durante el verano de 1923, el propio rey pensó en encabezarlo; cuando se produjo cortocircuitó la acción del gobierno. [...] En tercer lugar, don Alfonso, una vez producido el golpe, pudo haberse resistido y no solo no lo hizo, sino que lo sancionó y regularizó... Con ello asumía la responsabilidad política absoluta en cuanto a la naturaleza del régimen militar de excepción que se implantó.

Según Eduardo González Calleja (2005),

El rey tuvo, de todas formas, una clara responsabilidad personal en el deterioro de la situación política. Tras haberse interpuesto como obstáculo tradicional en las varias tentativas de democratización del sistema mediante el uso abusivo de la prerrogativa regia y el aliento del militarismo en detrimento del poder civil, don Alfonso instrumentalizó la amenaza castrense que se cernía sobre el régimen parlamentario para potenciar su propio papel, pasando de árbitro a actor fundamental del juego político.

Según Javier Moreno Luzón (2023),

Así pues, Alfonso XIII resultó decisivo en el triunfo del golpe. Compartía las ideas y actitudes que lo justificaban —nacionalistas, contrarrevolucionarias, pretorianas, antiliberales— y a ellas sumaba la fe en su propia misión, como soldado y salvador de España. Conocía al menos las líneas generales de la trama, pero eso no fue lo más relevante. A la hora de la verdad, abandonó a su Gobierno: difirió las medidas disciplinarias y no hizo uso de su autoridad sobre el ejército, que casi nadie discutía, para atajar la rebelión. [...] Violó no sólo esl espíritu de la Constitución, sino también su letra. El artículo 32 imponía al rey la obligación de convocar y reunir las Cortes tres meses después de disolverlas, lo que garantizaba la cosoberanía. Como la disolución se publicó el 17 de septiembre, había que celebrar elecciones y abrir las cámaras antes del 17 de diciembre de 1923. Con esta iquietud, los presidentes del Congreso de los Diputados, Melquiades Álvarez, y del Senado, conde de Romanones, visitaron al soberano en noviembre... Don Alfonso los atendió de forma descortés —«de pie y en el quicio de una puerta», se resentía Romanones—... Frente al estigma del perjuro, le aclaró [más adelante a Romanones] que cumplía «el artículo tácito de toda Constitución [:] "salvar a la Patria"».

Según Francisco Alía Miranda (2023),

Según todos los indicios, Alfonso XIII fue quien convenció a los generales conspiradores de la primavera de 1923 para que lo libraran de la pesadilla de las responsabilidades por el desastre de Annual, en la guerra de Marruecos. [...] La implicación del rey no está claramente demostrada en la documentación, quizá como es lógico en un asunto de tanta trascendencia y delicadez, pero se intuye por su forma de actuar tras el anuncio de Primo de Rivera de tomar el poder. Hay varios indicios que parecen determinantes. El primero, la facilidad del golpe. La conspiración era muy simple porque se buscaron muy pocos apoyos, tal vez porque no se necesitaban estando quien estaba detrás de todo. El segundo, la frialdad con la que el monarca trató al Gobierno, dando largas continuamente a un presidente del Consejo de Ministros que le urgía una actuación enérgica contra los militares golpistas. La tercera, la pasividad de Alfonso XIII en horas tan transcendentales. De vacaciones todavía en San Sebastián, a mediados de septiembre, volvió sin prisas a Madrid, lo que dio un tiempo muy valioso a los golpistas que resultó suficiente a Primo de Rivera para asentar sus planes.

Según Roberto Villa García (2023),

El Ejército casi en bloque solo esperaba de su jefe supremo que legalizara la victoria del movimiento. Lo único que cabe plantearse en aquellas circunstancias es por qué un rey constitucional no se negó a nombrar "jefe del Gobierno" a un general rebelde. [...] Alfonso XIII habría podido negarse, pero para ello habría tenido que asumir la "republicanización" del movimiento triunfante. Además, con la Corona tan en fuera de juego como las Cortes, aquello era hacerse responsable de convertir una dictadura de duración indefinida —pero que sus autores prometían temporal— en otra permanente, y de la que no se habría podido salir más que por medio de otra ruptura revolucionaria.... Además, la correlación de fuerzas desde la madrugada del 13 de septiembre de 1923 —producto no de una desafección del Ejército a la Corona como institución, pero sí de una desconfianza honda y generalizada hacia su titular— descarta cualquier posibilidad de que Alfonso XIII, por sus propios medios, hubiera podido derrotar el golpe. No conviene analizar el golpe de 1923 con las anteojeras de 1981, pues ni el estado general de la política española ni el particular de las Fuerzas Armadas —ni siquiera la relación que estas mantenía con el monarca— eran apenas asimilables.